# Antoni Gaudí i Cornet
|  | «Gaudí» redirigeix aquí. Vegeu-ne altres significats a «Gaudí (desambiguació)». |

Antoni Gaudí i Cornet (Reus o Riudoms, el Baix Camp, 25 de juny del 1852 - Barcelona, 10 de juny del 1926) va ser un arquitecte modernista català que ha estat reconegut internacionalment com un dels genis més rellevants de la seva disciplina.
Gaudí es va traslladar per a cursar els seus estudis d'arquitectura a la ciutat de Barcelona, on les seves primeres obres van estar influïdes per diversos estils, com el neogòtic, el mudèjar i el barroc, fins a arribar a l'explosió del modernisme, en què va aconseguir implantar un estil propi, amb l'aplicació dels seus estudis sobre la natura i les formes reglades de la geometria, la utilització de totes les arts aplicades per a la decoració dels seus edificis i la recuperació per a l'ornamentació de l'antic mosaic transformat per ell en trencadís, convertit en una nova tècnica.
La seva contribució a l'arquitectura és única i és considerat un dels màxims exponents del modernisme. Des de la infantesa, Gaudí va ser un atent observador de la natura, de la qual l'atreien les formes, els colors i la geometria. Malgrat tenir grans edificis realitzats, dels quals cada vegada es fan més monografies, el que més fama li ha donat arreu del món és, sens dubte, el temple de la Sagrada Família, obra encara en construcció la popularitat de la qual continua creixent a mesura que s'alça, així com l'admiració que suscita.

## Biografia

### Infantesa i joventut

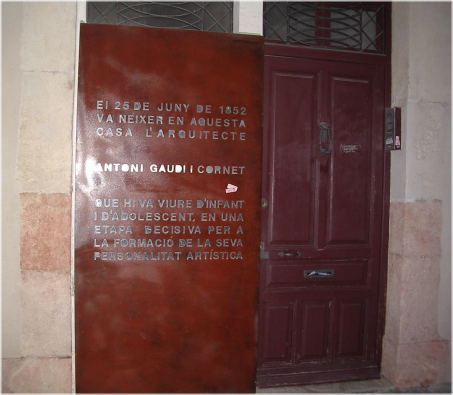
Casa natal de Gaudí, segons algunes versions, al carrer de Sant Vicenç, 4 de Reus

Antoni Gaudí i Cornet va néixer el divendres 25 de juny del 1852. El lloc exacte del naixement és discutit; segons uns, se situa a Reus, on a la seva casa natal hi té una placa dedicada; i segons altres al Mas de la Calderera de Riudoms (el Baix Camp), que era propietat de la família paterna.
El que sí que se sap segur és que l'endemà del naixement fou batejat a l'església prioral de Sant Pere de Reus. En moltíssimes ocasions, Gaudí va manifestar als seus coneguts que havia nascut al mas de la Calderera de Riudoms. També es conserva el testimoni judicial de la filla de la llevadora que el va ajudar a néixer, en el sentit que el part s'esdevingué en aquest mas. Tanmateix, com que va ser batejat a Reus en una època anterior a la creació del Registre Civil, Gaudí era legalment reusenc i així ho feu constar ell mateix en multitud de documents oficials.

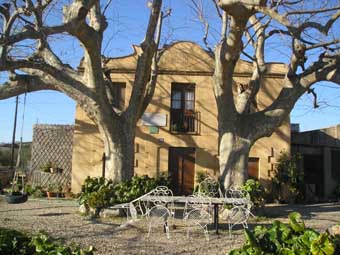
El mas de la Calderera de Riudoms, on nasqué l'arquitecte segons algunes versions

Antoni fou el cinquè fill del matrimoni format per Francesc Gaudí i Serra, oriünd de Riudoms, i Antònia Cornet i Bertran de Reus; des de petit va tenir un problema reumàtic que li va impedir portar una vida normal per a la seva edat i que l'acompanyà per sempre. Això li va comportar tenir un caràcter retret i reservat. Els metges li van recomanar una dieta vegetariana i que passegés de tant en tant, i per aquest motiu va esdevenir vegetarià i gran caminador. A causa de la seva malaltia, no podia jugar amb els altres nens i faltava sovint a classe, a les quals arribava a lloms d'una somera. Aquests fets li van permetre de passar moltes hores observant els animals, les plantes i les pedres.
Va estudiar el batxillerat al col·legi dels Escolapis de Reus, on va mostrar els seus dots de dibuixant en encarregar-se de les decoracions per a les funcions teatrals escolars; també va fer dibuixos per a la revista El Arlequín de la qual es conserva una col·lecció al Museu de Reus.
Tant son pare com son avi eren calderers i tenien el taller a l'habitatge de la família, al raval de Sant Francesc de Riudoms; treballant amb ells al taller de caldereria, va aprendre la capacitat de crear i treballar en tres dimensions.
De molt jove, visqué les escorrialles del romanticisme, i amb el seu amic Eduard Toda i Güell, amb qui va compartir els estudis de batxillerat al col·legi de les Escoles Pies i Josep Ribera i Sans, conegué a fons les ruïnes del monestir de Poblet, que li donà una gran familiaritat amb aquest tipus d'arquitectura històrica.
Es trasllada a Barcelona el 1870 per estudiar arquitectura a l'Escola de la Llotja i l'Escola Provincial d'Arquitectura de Barcelona, que després d'uns anys d'estudis previs cursà entre el 1873 i 1878, alhora que treballava en diverses feines: de calderer, o en diferents estudis d'arquitectes o de mestres d'obres. Vers la fi de 1873 (o principi de 1874), durant la seva formació, ja havia fet un primer projecte, el pla general per a la Cooperativa Obrera Mataronesa, la que seria la primera cooperativa obrera de tot l'estat, mitjançant el reusenc Salvador Pagès i Inglada, cooperativa per a la qual també n'elabora la bandera.
Treballa com a delineant per a Josep Fontserè i Mestre, durant els anys 1873 al 1878, en el projecte del parc de la Ciutadella, en la Cascada monumental, les parts en les quals va intervenir Gaudí van ser principalment en la gruta i l'aquari, en la reixa que circumda el parc i mercat del Born. Com a delineant de l'arquitecte Francisco de Paula del Villar y Lozano, treballa en l'absis i cambril de la Mare de Déu de Montserrat, al monestir benedictí, l'any 1876. Els treballs que realitza també per aquesta època com a delineant per a Leandre Serrallach i Mas, són un altar per al Masnou, la casa Grabulosa i la vil·la l'Arcàdia a Montjuïc.
El 1876, moren tant la seva mare com el seu germà Francesc, i tres anys més tard la seva germana Rosa, i Gaudí ha de fer-se càrrec de la Rosa Egea, la filla disminuïda psíquica de la seva germana Rosa.
Durant la seva època d'estudiant, va fer dibuixos d'uns projectes en què s'aprecien els seus dots perfeccionistes, demostrant la seva capacitat per al dibuix i l'aquarel·la:
| Projectes de carrera. | Projectes de carrera. | Projectes de carrera. | Projectes de carrera. |
| --- | --- | --- | --- |
| 1876-Projecte de Porta del cementiri. | Projecte d'embarcador | Projecte de Font per la plaça de Catalunya de Barcelona | Paranimf universitari |
| 1876-Projecte de porta del cementiri. Amb aquest dibuix realitzat a l'aquarel·la, Gaudí va rebre la nota d'excel·lent, al setembre del curs del 1875, ja que a la convocatòria de juny volia presentar una carrossa fúnebre, projecte que abandonà per la baralla amb el catedràtic August Font | 1876-Projecte d'embarcador. Aquest projecte d'un embarcador reial al costat d'un llac va ser realitzat per a la seva presentació al premi especial d'un examen extraordinari, que no va aconseguir | 1877-Projecte de font per la plaça de Catalunya de Barcelona. Constava d'una gran font, que hauria ocupat quasi tot el solar de la plaça i tenia una alçada de quaranta metres. Demostra els coneixements sobre el ferro forjat que havia adquirit gràcies als treballs realitzats amb Josep Fontserè al parc de la Ciutadella | 1877-Projecte de fi de carrera: paranimf universitari. Per a aquest projecte de l'examen de revàlida, va rebre la qualificació mínima d'«aprovat per majoria» |

No fou un alumne especialment brillant i, fins i tot, suspengué unes quantes assignatures. Finalment, el 15 de març del 1878, va obtenir el títol d'arquitecte.
| «                                                                      | Hem donat un títol a un boig o a un geni, el temps ho dirà. | » |
| — Elies Rogent, director de l'Escola d'Arquitectura de Barcelona, 1878 |                                                             |   |

### Els inicis (1878-1882)

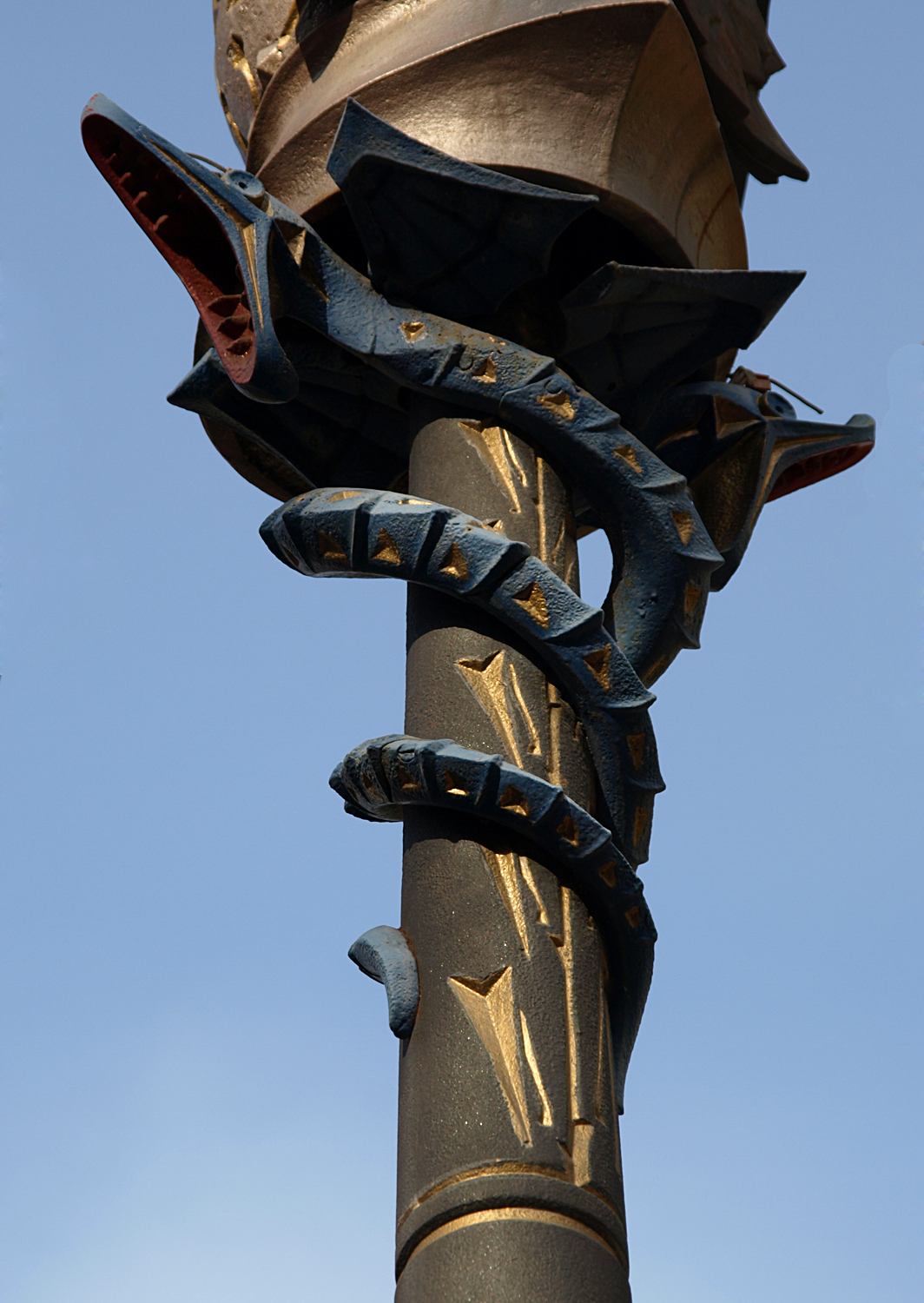
Detall dels fanals de la plaça Reial dissenyats per Gaudí

Aconseguit el títol d'arquitecte l'any 1878, projecta la seva taula de treball de fusta i metall, que fou realitzada pel fuster Eudald Puntí i Llorenç Matamala en metall, i dibuixa la seva targeta professional amb el domicili al carrer del Call, 11, 3r.
La primera etapa de l'arquitectura d'Antoni Gaudí està bastant marcada per la comunió amb l'ideari cooperativista. Continua treballant en la Cooperativa Obrera Mataronesa amb el projecte del Casino recreatiu (1878), que no es va arribar a executar, i de dues de les cases per als treballadors (1878), i el 1883 la bàscula, la porteria; el seu treball més destacat dels realitzats en aquest conjunt: la sala de blanqueig, amb una estructura de la coberta feta en peces curtes de fusta subjectades amb caragols que configuren arcs parabòlics. Posteriorment, continuaria la seva vinculació amb el disseny del conjunt de la cooperativa amb la creació de l'estendard de la societat (1884) i la decoració d'una sala per a una festa cultural el 1885. Es conserva la sala de blanqueig amb els arcs parabòlics i un pavelló de serveis.
Va rebre el 1878 l'encàrrec municipal per l'Ajuntament de Barcelona de realitzar el disseny d'uns fanals de sis braços per a la plaça Reial, el coronament de la part superior mostra la representació del casc del déu romà Mercuri, així com dues serps enroscades al braç central; els altres fanals de tres braços hi són col·locats davant del Govern Civil al Pla de Palau.
El 14 de maig del 1878, realitza un disseny de quiosc de serveis, parada de flors i indicador públic, de marbre i vidre i amb una marquesina per a guardar del sol i la pluja. L'encàrrec d'Enric Girossi de Sanctis, que pensava repartir per la ciutat de Barcelona 20 quioscs, no va arribar a realitzar-se per problemes econòmics del comerciant.
Durant aquest any del 1878, va executar un projecte d'un teatre per a l'entitat recreativa «La familiar del Putxet», a la llavors població de Sant Gervasi de Cassoles; aquesta obra és desapareguda actualment.

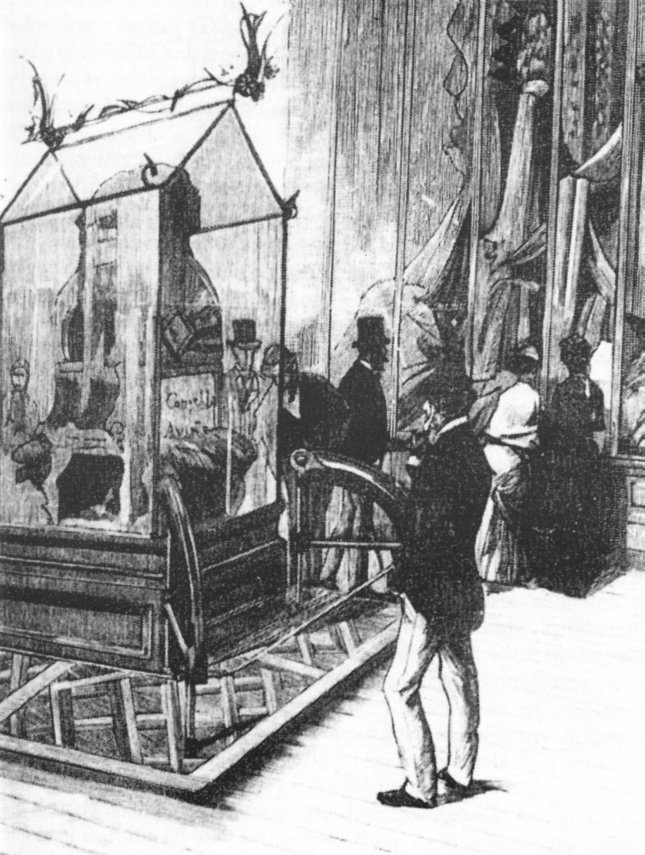
Vitrina per a la guanteria d'Esteve Comella (1878)

Per a la guanteria d'Esteve Comella del carrer d'Avinyó, es va realitzar una vitrina de ferro i vidre que s'exhibí a l'Exposició Universal de París d'aquell any, en què també es va mostrar els plànols del «Casino de la Cooperativa de Mataró». A la vista de la vitrina a París, Eusebi Güell li va encarregar, per al seu sogre el marquès de Comillas, els mobles per a la capella panteó del Palau de Sobrellano, a Comillas, projectada per l'arquitecte Joan Martorell i Montells, l'execució del mobiliari es va fer als tallers de Puntí; hi ha un banc, un reclinatori i una poltrona de respatller alt amb talles de baixos relleus.
El 1879 va fer el projecte d'una cavalcada a Vallfogona pel 250 aniversari de la defunció del sacerdot i poeta Francesc Vicent Garcia. Amb motiu de l'Exposició d'Arts Industrials al Foment del Treball Nacional, inaugurada el 21 de desembre del 1880 al palau del marquès de Castellvell, al carrer de la Canuda de Barcelona, va escriure un article, l'únic de Gaudí, comentant 30 dels 700 objectes exposats; es va publicar en dos lliuraments en el diari La Renaixensa amb data del 2 i 4 de febrer del 1881 en català.
Entre els anys 1879 i 1881 va fer diverses obres per a la Congregació de Jesús-Maria: per a l'església del convent a Sant Andreu de Palomar (en l'actualitat, església parroquial de Sant Pacià), Gaudí va projectar el disseny del mosaic romà del paviment (molt semblant a la marqueteria emprada en un taulell per a la farmàcia Gibert realitzat en aquest mateix any). Projectà també per a aquestes religioses, una custòdia, l'altar i uns llums de fusta daurada simulant dracs amb els llums sostinguts a les boques; aquestes làmpades junt amb part d'un cadirat es conserven al col·legi de Jesús-Maria de Sant Gervasi de Cassoles, mentre que l'altar i la custòdia van desaparèixer durant la Setmana Tràgica del 1909. El mosaic d'opus tesselatum es conserva a l'església de Sant Pacià perfectament restaurat. Per a aquesta mateixa congregació religiosa i per a la capella del col·legi de Tarragona, va fer un altar en marbre blanc i, a l'antependi, es troben tres medallons amb els busts d'uns àngels, el central porta una creu i estan col·locats sobre un fons de vidre blau; va fer també un ostensori amb una cúpula de forma parabòlica, destruïda juntament amb els setials de les monges el 1936.
El 1881 va fer un quiosc a Comillas (Cantàbria) per la visita del rei Alfons XII, per encàrrec de Antonio López y López, I marquès de Comillas. Durant l'any 1882, va signar juntament amb altres arquitectes un manifest a favor del projecte per la nova catedral de Barcelona de Joan Martorell i Montells, projecte que havia realitzat a llapis i que Gaudí es va encarregar de delinear a tinta xinesa; finalment, es va construir la façana de l'arquitecte Josep Oriol Mestres. També per a Joan Martorell va dibuixar un projecte d'església per a un monestir benedictí de Cuevas de Vera, actualment Cuevas del Almanzora, a la província d'Almeria, dedicat a l'Esperit Sant i que no es va arribar a realitzar. Encara per aquestes mateixes dates va col·laborar amb Martorell a l'església de les Saleses amb un estil neogòtic semblant al de Viollet-le-Duc, amb paviments ceràmics i l'altar al mig del creuer, i en un altre projecte per a l'església del col·legi dels Jesuïtes del carrer Casp, d'estil neobizantí. Gràcies a aquestes col·laboracions, va sorgir la recomanació de Joan Martorell perquè Gaudí passés a encarregar-se de la direcció d'obres del temple de la Sagrada Família a Francesc de Paula Villar, el qual havia renunciat per desavinences amb la junta d'obres del temple.

### Historicisme. A la recerca d'un estil propi (1883-1900)

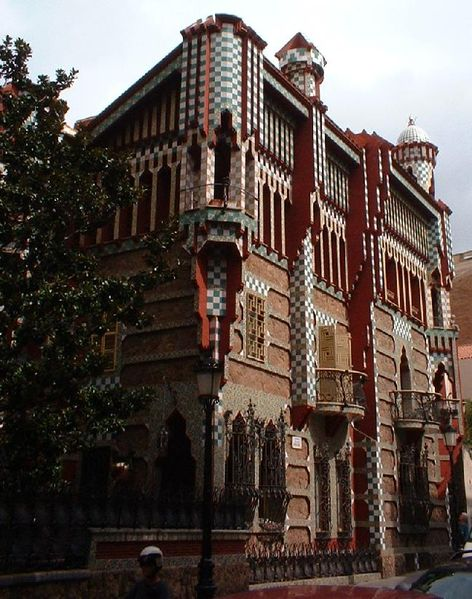
Casa Vicens (barri de Gràcia)

Durant aquesta etapa, utilitza, de manera molt lliure i personal, l'art musulmà i els estils gòtic o barroc, seguint el corrent historicista de moda en aquella època, amb un esforç per superar els estils històrics i aconseguir una plàstica i unes formes estructurals pròpies. Inventa una quantitat considerable de mecanismes, sistemes i elements arquitectònics, i formula un llenguatge arquitectònic de gran simplicitat constructiva, amb el predomini de la línia recta sobre la corba.
Es poden apreciar les influències historicistes en les seves obres, com l'art mudèjar, amb l'ús del maó escalonat, la policromia de les rajoles, com l'any 1883, quan projecta la seva primera obra d'envergadura, la casa Vicens, a Gràcia, per a una família benestant, i inspirada en l'arquitectura islàmica i oriental que destaca en aquell moment per l'original utilització de la pedra, el totxo, i la ceràmica. Hi destaca l'estil morisc de la decoració interior, en què es veu un cel ras, cupular, format per guix policromat a la sala del fumador, simplement per tal de formar un espai misteriós. Segons diuen els orientals, una frase esdevé més certa com més vegades es repeteix; així, Gaudí va emprar en la decoració per a cobrir murs o sostres o parets, la ceràmica, l'estuc o la forja repetitiva, com el reixat de dos batents per a la Casa Vicens, dita del «margalló», que més tard va col·locar al parc Güell.

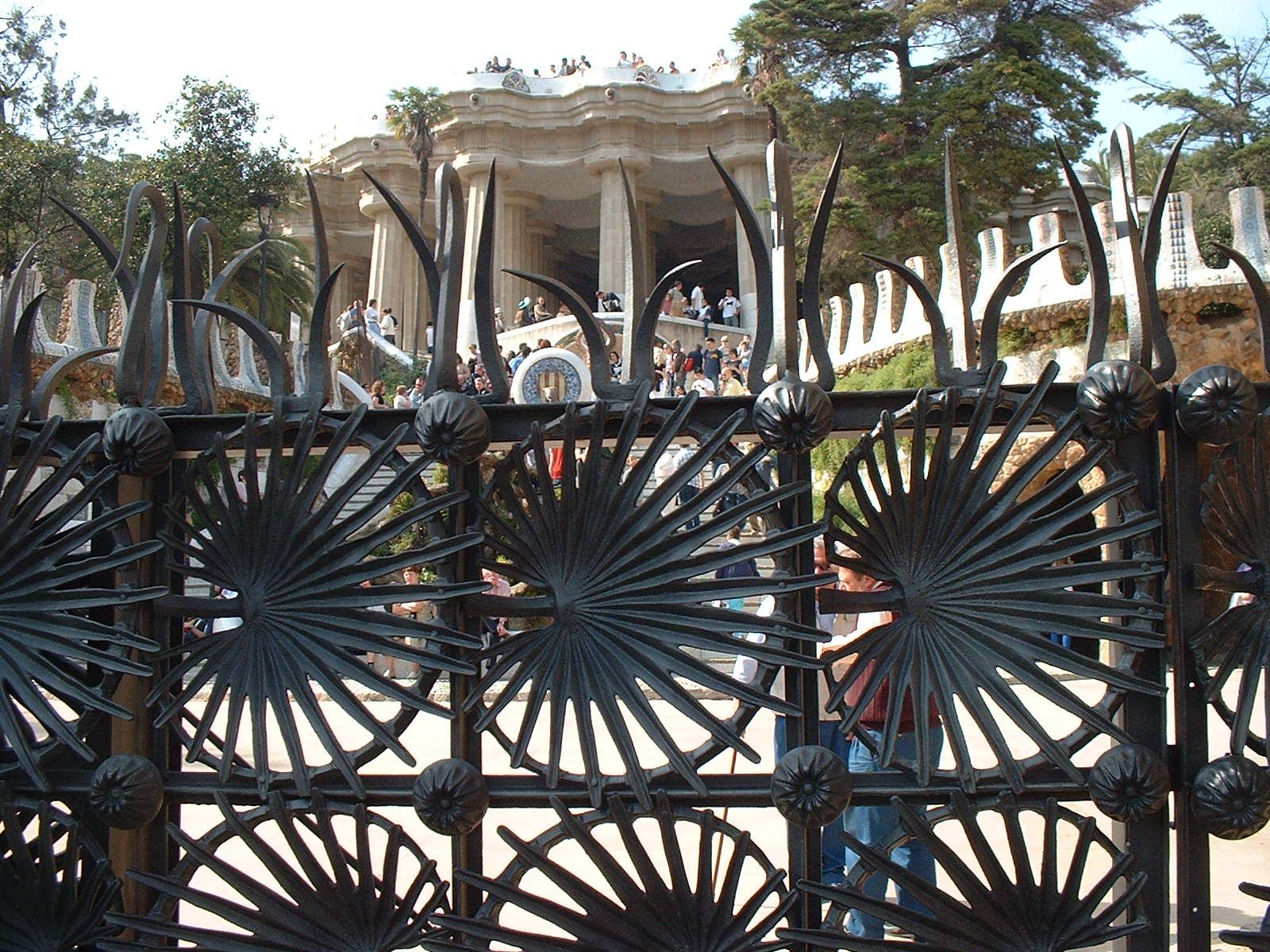
Reixa del «Margalló» al parc Güell

La construcció oriental va ser estudiada per Gaudí en unes col·leccions de fotografies que va adquirir a l'Escola d'Arquitectura de Barcelona, en què es va deixar inspirar pels elements decoratius de fusta i ceràmica, el maó vist i per l'art extremooriental, els dracs, així com pel volum i les formes generals d'exemples de l'Índia o Pèrsia.
Aquell mateix any, passen dos fets que seran cabdals en la vida de Gaudí, ambdós propiciats per Joan Martorell i Montells, arquitecte que havia fet una casa a la Rambla per a l'industrial Joan Güell i Ferrer, que es convertí en el seu mentor: per una banda, és Martorell qui presenta Gaudí al fill de Joan Güell, Eusebi Güell i Bacigalupi, i per l'altra se li encarrega, seguint el consell de Martorell, la continuació de les obres de la Sagrada Família per divergències entre l'anterior arquitecte, Francisco de Paula del Villar, i els promotors, l'Associació de Devots de Sant Josep, que l'any 1881 havia comprat un gran terreny entre els carrers de Marina, Provença, Sardenya i Mallorca a Barcelona, per construir-hi el temple. Aquest encàrrec va contribuir a fer famós en el món catòlic un arquitecte que tot just començava.
Güell i Gaudí, catalanistes tots dos, van simpatitzar de seguida i, durant 35 anys, fins al 1918, any en què Güell va morir, la relació es va mantenir forta i es va traduir en diverses realitzacions. De fet, Eusebi Güell va ser en part el seu mecenes, tot i que tan sols era sis anys més gran que Gaudí, però comptava amb una fortuna, ja que havia heretat els negocis del seu pare i, a més, s'havia casat amb Isabel López, filla d'Antonio López y López, marquès de Comillas, i li va correspondre administrar les notables fortunes familiars.

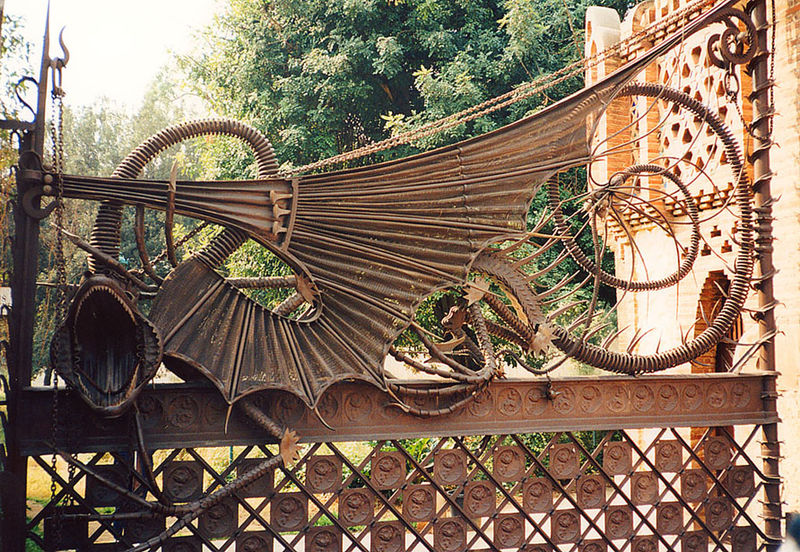
La reixa amb el drac als Pavellons Güell.

El primer encàrrec de Güell va ser el pòrtic d'entrada a una finca pagesa que havia comprat als afores de les Corts, can Cuiàs de la Riera. Gaudí hi va fer servir de nou l'estil neomudèjar; realitzà el mur de maçoneria amb diverses portes, i en destaca la principal amb una reixa de ferro en forma de drac, amb ulls de cristall; aquesta figura representaria Ladó, el drac guardià del Jardí de les Hespèrides, vençut per Hèrcules en el seu onzè treball —episodi que narra Jacint Verdaguer en el seu poema L'Atlàntida, dedicat a Antonio López y López, primer marquès de Comillas, que era el sogre d'Eusebi Güell, en què podem percebre el possible origen de la figura d'entrada als pavellons. Damunt del drac, hi ha un taronger fet d'antimoni, al·lusiu també a les Hespèrides. La forma del drac correspon a la posició de les estrelles de la constel·lació de la Serp, en la qual fou convertit Ladó com a càstig pel robatori de les taronges.

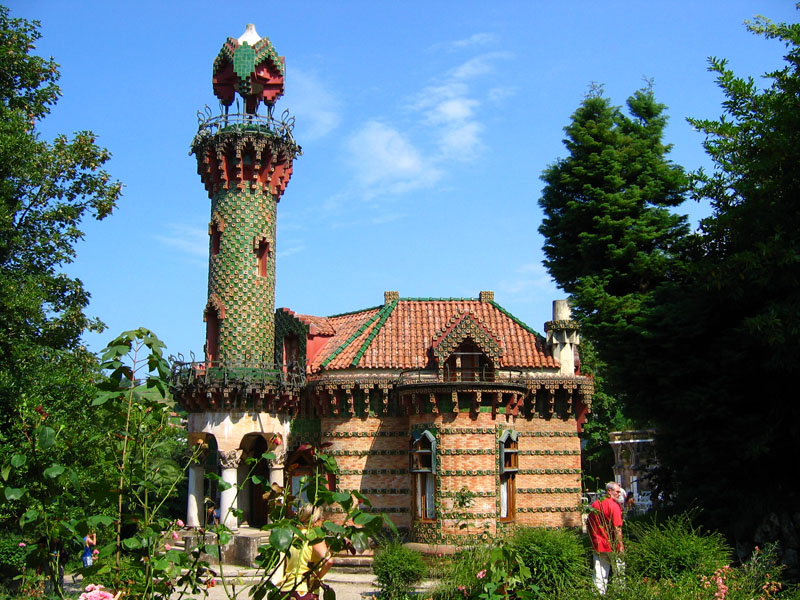
El Capricho, a Comillas (Cantàbria)

També com a resultat de la seva relació amb Güell, el mateix any, Gaudí va realitzar els plànols de la finca El Capricho a Comillas (Cantàbria) per Máximo Díaz de Quijano, cunyat d'Antonio López, que es construeix entre 1883 i 1885, i on s'aprecia la torre, molt assimilable a un minaret d'Esfahan a Pèrsia. El 1893, va fer el projecte per a una escola a Tànger, que mai es va arribar a executar.
Mentrestant, un jove Gaudí de 31 anys tenia carta blanca per a pensar un projecte diferent per al temple expiatori de la Sagrada Família en els terrenys de Sant Martí de Provençals, un poble aleshores independent del pla de Barcelona. Entre 1883 i 1893, es va realitzar la primera fase de la construcció del temple, que va consistir en la cripta, d'estil neogòtic (1883-1891) i l'absis (1891-1893).
Per a la casa del promotor de la Sagrada Família, Josep Maria Bocabella, l'any 1885, qui prèviament havia aconseguit llicència papal per a la seva realització, projecta un altar, reliquiari i sagrari; tant la taula de l'altar com el retaule són de fusta de caoba, construïts pel fuster i modelista Frederic Labòria, amb imatges de la Sagrada Família, santa Teresa i sant Francesc de Paula.

Van influir en Gaudí les idees que Eugène Viollet-le-Duc va transmetre en el seu llibre Diccionaire Raisonné et Entretiens sud l'Architecture, en què s'exposa el valor que té la natura per a l'arquitectura; només cal observar i, des d'aquí, crear.
| « | L'art de l'arquitectura és una creació humana; però aquesta és la nostra inferioritat que, per a obtenir aquesta creació, estem obligats a procedir com la natura en les seves obres, emprant els mateixos elements, el mateix mètode lògic; observant la mateixa submissió a unes certes lleis, les mateixes tradicions. | » |

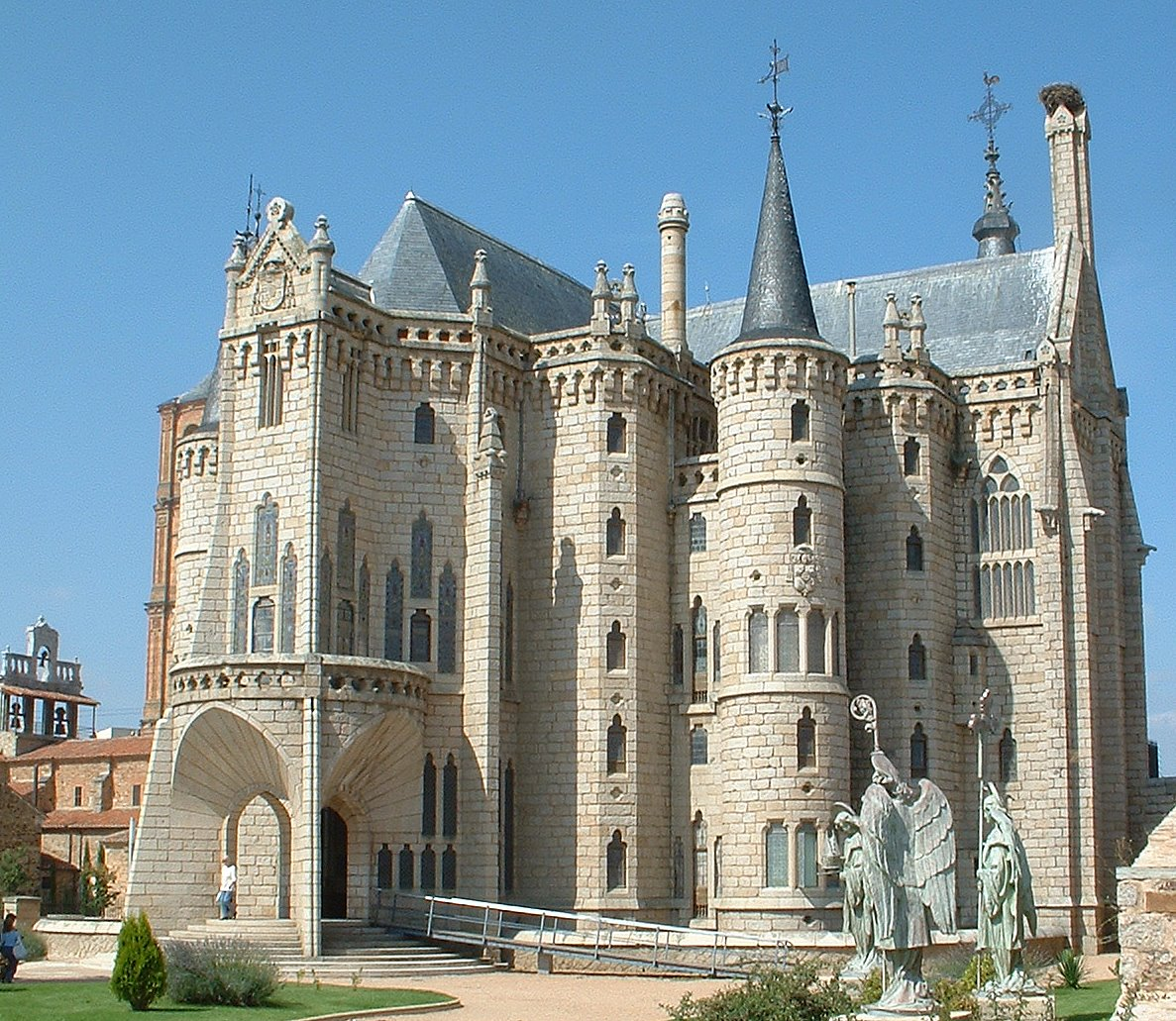
Palau episcopal d'Astorga (1889) amb estil neogòtic

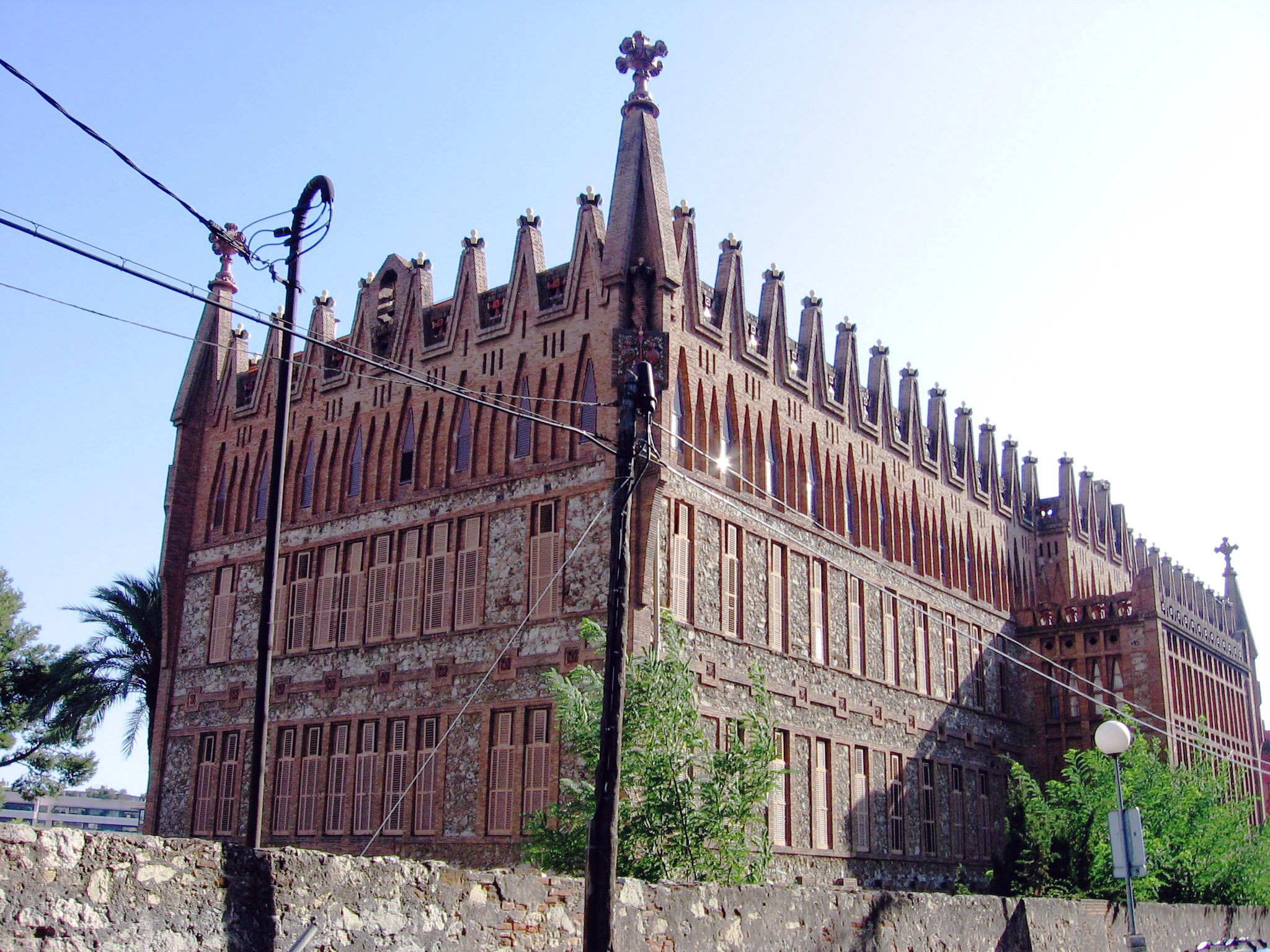
Col·legi de les Teresianes

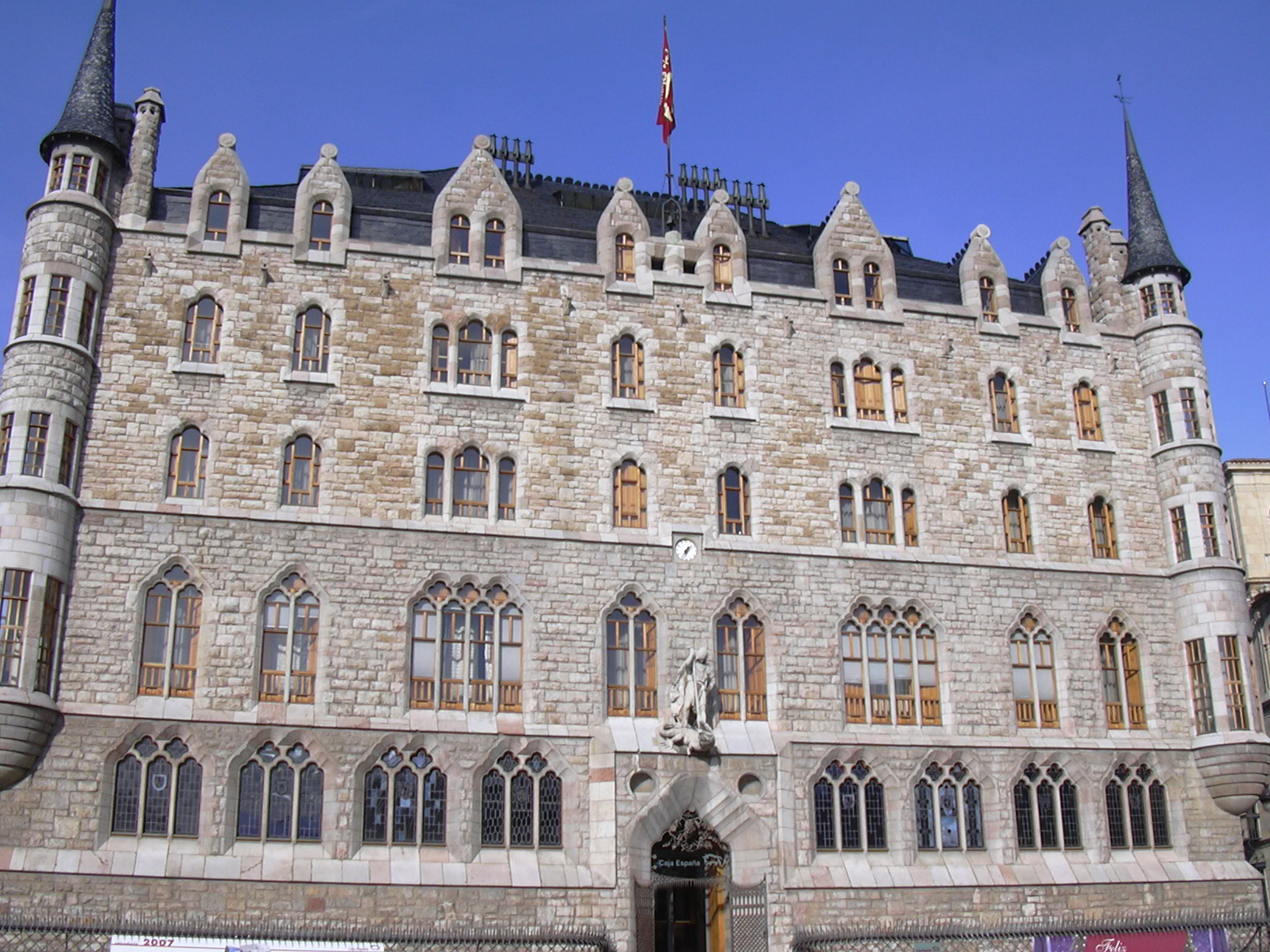
Casa de los Botines a Lleó

Güell li encarrega un habitatge per al seu ús personal, el Palau Güell del carrer Nou de la Rambla de Barcelona. La idea de l'industrial era que el nou edifici igualés o superés el Palau Moja, situat a la Rambla cantonada amb el carrer de Portaferrissa, que era propietat del seu cunyat, Claudi López, segon marquès de Comillas. La construcció comença el juliol del 1886 amb pedra de les pedreres del mateix propietari, amb la qual es van fer les columnes amb capitells hiperboloidals. La façana conté audaços elements de ferro forjat en comptes de les aleshores corrents portes de fusta i una peça clau de la casa és la decoració per al menjador, amb murals del pintor Aleix Clapés i Puig, amic de Gaudí.
Altres obres d'aquesta època són el palau episcopal d'Astorga, on el bisbe Grau va decidir encarregar-li la construcció d'un nou palau episcopal al seu amic Gaudí, el qual en comptes de desplaçar-se va demanar que se li enviessin fotografies, i detalls del terreny, la catedral d'Astorga era gòtica i Gaudí va tenir en compte tots aquests detalls per a l'elaboració dels plànols, amb l'acceptació pel bisbe, va viatjar el 1888 i davant el terreny va realitzar diverses modificacions. Davant la mort del bisbe Grau el 21 de setembre del 1893, i per la poca entesa amb els canonges de la catedral, després de dissenyar la làpida del bisbe, Gaudí hi va dimitir.
Per al col·legi de les Teresianes a Sant Gervasi de Cassoles, col·legi i casa mare de l'orde teresià a Barcelona, que havia estat començada per l'arquitecte Joan Baptista Pons i Trabal, va ser elegit Gaudí, pel pare Enric d'Ossó i Cervelló, per continuar l'obra. Es va construir amb un caràcter molt més sobri que els seus contemporanis, com el palau Güell i el d'Astorga; l'efecte que hi va aconseguir l'arquitecte és d'estil gòtic realçat pels gablets estrets. L'interior es divideix en tres naus al llarg de l'edifici; al primer pis, es troben uns passadissos llargs amb uns arcs parabòlics que s'estenen fins on arriba la vista; aquests arcs, a més del fet decoratiu, tenen la missió de sostenir grans pesos. La nau central està dividida en set rectangles amb el simbolisme extret del llibre Las moradas o Castillo interior de santa Teresa i la metàfora que feia servir de les set mansions per a descobrir els set estrats de la recerca espiritual.
El 1891, rep l'encàrrec dels comerciants de teixits Mariano Andrés i Simón Fernández, proveïdors d'Eusebi Güell, per a la realització d'una casa a Lleó l'anomenada casa de los Botines. El seu aspecte és monumental, ja que està situada en ple cor de la ciutat i es tracta d'una casa a quatre vents, d'estil neogòtic; consta d'una planta baixa comercial i habitatges a les plantes superiors; es va realitzar amb pedra calcària i la coberta de pissarra. Va ser criticada per part d'alguns professionals en observar la poca estabilitat que podria tenir, ja que s'estava construint amb només els murs de càrrega exteriors i uns pilars de fosa a la planta baixa; en conèixer aquests rumors, Gaudí va dir que volia els rumors per escrit, per emmarcar-los i situar-los al vestíbul un cop acabada l'obra. Sobre la porta principal de la façana, es va col·locar un sant Jordi amb el drac, realitzat per Llorenç Matamala a Barcelona. Els plànols de l'edifici es van trobar dins d'un tub de plom col·locat sota de l'estàtua de sant Jordi, en una restauració del 1951 en què va haver de ser desmuntada l'escultura.

La seva estètica mediterrània fa que l'arquitectura de Gaudí, fins i tot tenint la natura com a inspiració, es plantegi la imatge de la cultura catalana, recolzant-se en el llenguatge arquitectònic de l'època medieval, a l'empara del moviment de la Renaixença, però calia reconstruir les tradicions amb les necessitats de l'època actual. Agafà de l'arquitectura gòtica la verticalitat, però elaborant un nou sistema constructiu que contrarestés el pes de les voltes, de les quals Gaudí va dir:
| « | Les voltes gòtiques són una falsa superfície, perquè són dos cercles units per una recta; si un d'aquests se substitueix per una el·lipse, la superfície resultant és un hiperboloide (la reglada de revolució); si haguessin estat realitzades així guanyarien, car tindrien una llei, ara són superfícies bastardes. | » |

Així, va anar desenvolupant Gaudí la seva arquitectura allunyant-se del goticisme; la corba de la paràbola fa la sensació de moviment, és a la construcció de la cripta de Santa Coloma de Cervelló i al temple de la Sagrada Família on millor es pot apreciar.

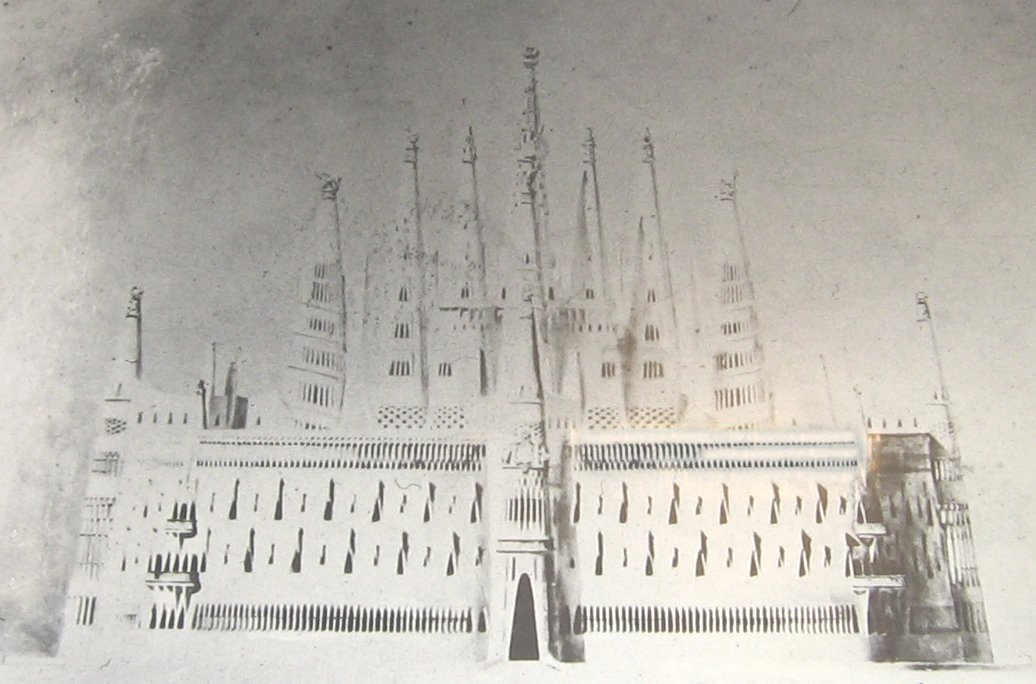
Projecte per les Missions Catòliques Franciscanes de Tànger (1891)

Durant l'any 1891, va viatjar a Tànger en companyia del segon marquès de Comillas, Claudi López i Bru, per veure el terreny on, per càrrec del marquès, havia de construir un edifici per a les Missions Catòliques Franciscanes. Va començar a dissenyar-lo el 1892 amb gran il·lusió i, en el transcurs d'un any, el tenia amb la planta, l'alçat, i la resta de detalls; constava d'església, hospital i una escola. El projecte no va arribar a terme, però Gaudí el va tenir emmarcat en el seu estudi a la vista de tots els visitants. Aquest projecte li va servir per a utilitzar alguna de les solucions exposades, a les torres de la façana del Naixement de la Sagrada Família.
Des del 1895 fins al 1901, es va construir per a Eusebi Güell, es creu que en col·laboració amb Francesc Berenguer, el celler de les Bodegues Güell, situades a la zona del Garraf, prop de Sitges, en unes propietats de Güell que havien pertangut al capítol catedralici de Barcelona; va ser realitzat amb una petita església i s'aprecia en les xemeneies certa semblança amb el projecte de les missions de Tànger. En aquest any, per a la família Güell, va projectar un panteó que havia de realitzar-se a la muntanya de Montserrat; només se'n té notícies per la descripció de Josep F. Ràfols, que va veure els plànols, i diu que era una tomba excavada a la roca amb un vestíbul per capella.

### Modernisme. Creació i innovació amb estil propi (1900-1914)
La segona etapa creativa d'Antoni Gaudí coincideix amb el moment àlgid del modernisme, en el qual desenvolupa un llenguatge personal colorista i alegre, amb un aprofundiment en la religiositat, especialment reflectida en el temple expiatori de la Sagrada Família.

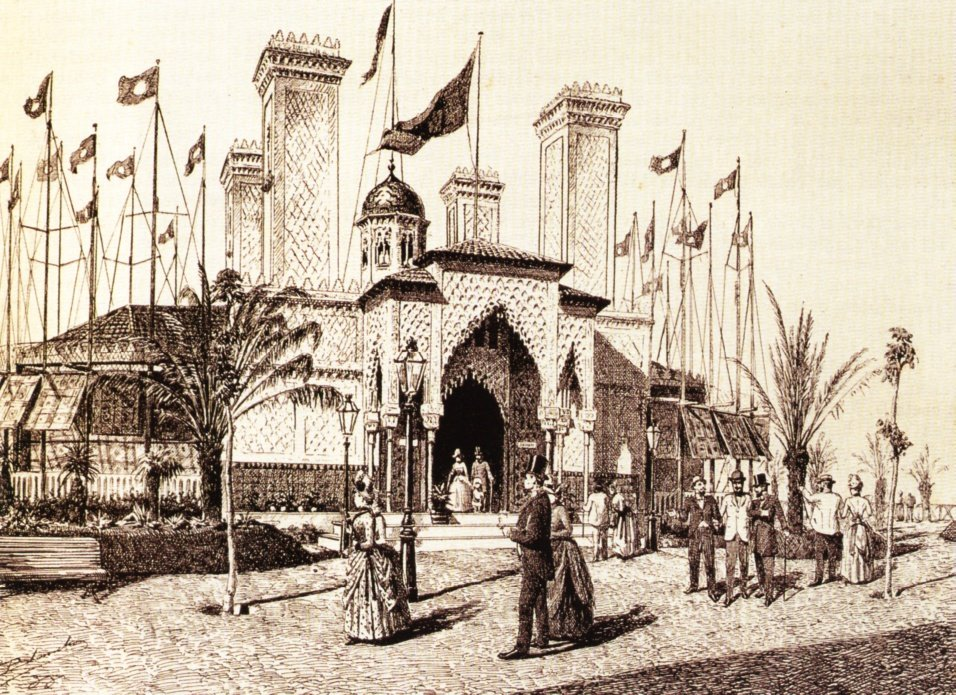
Pavelló de la Companyia Transatlàntica a l'Exposició Universal de Barcelona del 1888

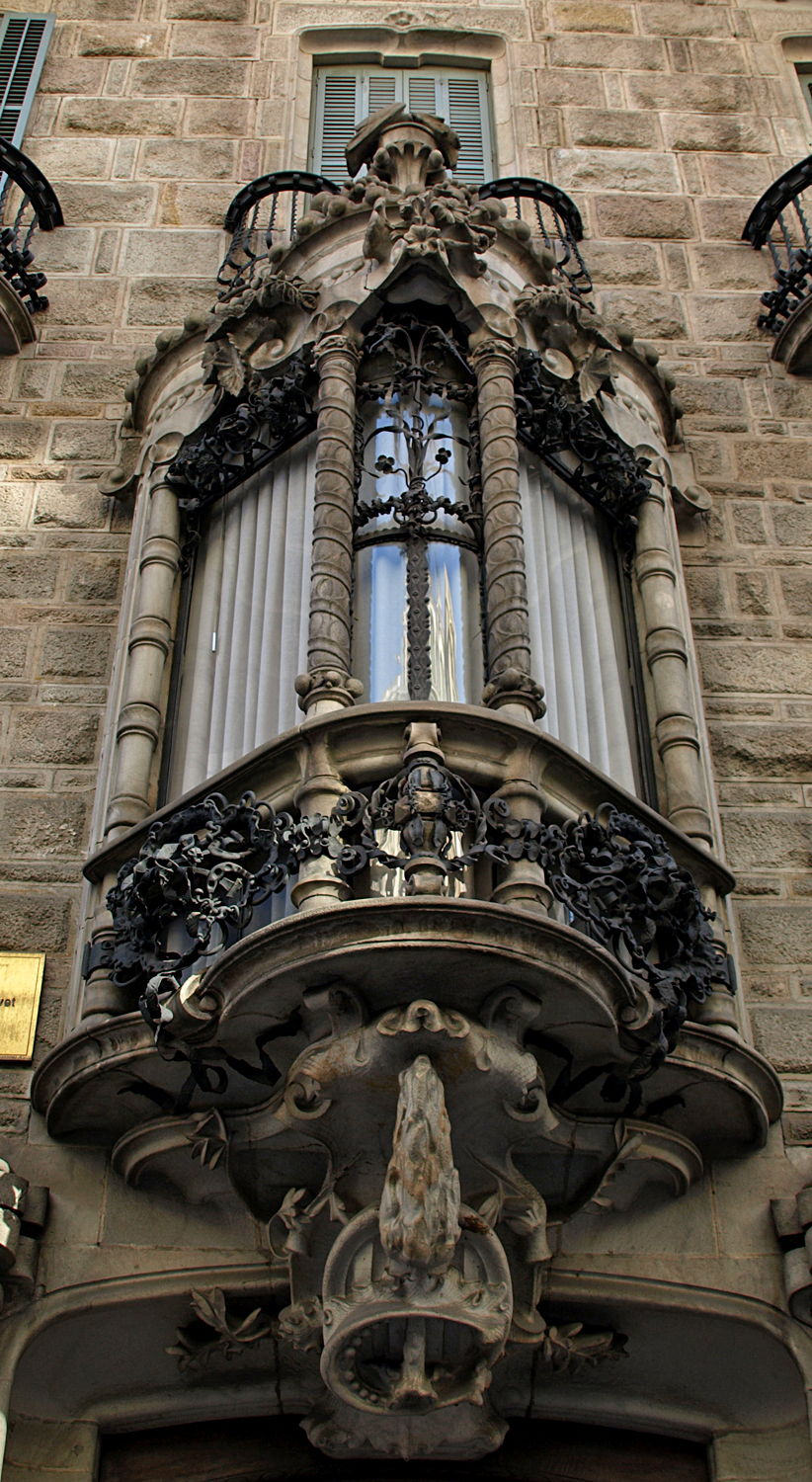
Tribuna de la casa Calvet

Dintre del modernisme, als països amb un grau més gran de desenvolupament industrial, és on es va situar preferentment pel sector intel·lectual una renovació de l'arquitectura. A Catalunya, amb el precedent de la Renaixença i amb el desig de construir una cultura nacional catalana, es van donar uns signes propis al modernisme. Des de l'Exposició Universal de Barcelona del 1888, proposada per l'alcalde Francesc de Paula Rius i Taulet, juntament amb el desenvolupament econòmic, es va plantejar l'experiència arquitectònica amb l'obra que va construir Lluís Domènech i Montaner, el café restaurant de l'Exposició, que es va donar com el primer inici d'edifici modernista a Barcelona. L'alcalde de Barcelona li va encarregar un pla de reforma interior de la ciutat. Finalment, no es va portar a terme i Gaudí va participar-hi amb dibuixos en la Secció d'Arquitectura i amb la realització del pavelló de la Companyia Transatlàntica a la Secció Marítima; la Companyia li encarregà adaptar i reformar el pavelló, dissenyat per Adolfo García Cabezas, amb el qual havia participat en l'Exposició Naval de Cadis del 1887. L'arquitecte hi afegí un porxo i uns merlets amb unes persianes basculants, que en canviaren totalment l'aspecte. Al Museu de la Sagrada Família n'hi ha models de guix, ja que el pavelló va desaparèixer quan es va fer el passeig Marítim.
L'any 1904, Gaudí va projectar un xalet per al pintor Lluís Graner al carrer Nou de Santa Eulàlia, 40, de Barcelona, del qual només es va construir la tanca. Per al mateix Graner, va decorar la Sala Mercè, a la Rambla, un local per a espectacles de cinema, actualment desapareguda.
El 23 d'octubre del 1906, mor el seu pare, Francesc Gaudí i Serra, a 93 anys, al xalet del Parc Güell on s'havien traslladat l'any anterior, i es queda amb la companyia de la seva neboda Rosa Egea fins a la seva mort, el 1912.
D'aquesta etapa, és la casa Calvet, una de les seves obres més conservadores; va ser un encàrrec dels successors de Pere Màrtir Calvet, comerciants tèxtils, per construir una casa de pisos i dedicar la planta baixa i soterrani per al negoci. La façana, la va realitzar dibuixada en plànols, però també en una maqueta de guix per poder mostrar millor la decoració escultòrica. Es va construir en pedra de Montjuïc i, a la tribuna principal, té representats relleus amb bolets, ja que el senyor Calvet era micòleg; dalt de tot de la façana, els bustos dels tres sants patrons de Vilassar de Dalt, d'on eren els Calvet. Va ser el primer edifici guardonat per l'Ajuntament en el concurs anual d'edificis artístics (1900). Per a aquesta casa, va dissenyar Gaudí els primers mobles orgànics realitzats per Casas & Bardés, en fusta de roure i formes curvilínies amb estudis ergonòmics; van ser una gran innovació en el camp del mobiliari. Encara es continuen fabricant per col·leccionistes gaudinians.
La torre Bellesguard (1900-1909), construïda amb pedra i maó, té molta més projecció vertical que horitzontal, ajudada per una torre troncocònica coronada amb la creu de quatre braços tan típica de Gaudí. Les golfes, amb els seus arcs de maó, són una demostració de mestratge en la utilització d'aquest material, tal com també es pot veure a La Pedrera i al col·legi de Santa Teresa de Ganduixer. Els mosaics dibuixats per Domènec Sugrañes juntament amb el ferro forjat afegeixen fantasia a l'edifici.

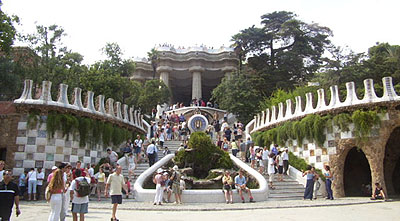
Parc Güell, amb l'escalinata i la sala hipòstila i la plaça al fons

El Parc Güell (1900-1914) havia de ser una urbanització de gran categoria, amb aproximadament 60 habitatges disseminats en un immens jardí, als voltants de la ciutat i amb una vista panoràmica sobre tot Barcelona, però va resultar un fracàs comercial, i se'n vengueren només dues parcel·les. En el disseny del parc, es posa clarament de manifest la mà i l'estil peculiar de Gaudí, evident en qualsevol element, per petit que sigui. Hi existeixen formes ondades, semblants a rius de lava, i passejos coberts amb columnes que tenen formes d'arbres o d'estalactites. Moltes de les superfícies estan cobertes amb trencadís, trossos de ceràmica o de vidre a manera de mosaics de colors. El punt central del parc està constituït per una immensa plaça buida, la vora de la qual serveix de banc i ondula com una serp de cent cinquanta metres de longitud. Aquest banc està recobert també de trencadís fet de petites peces de ceràmica i vidre, obra de Josep Maria Jujol. La plaça està parcialment sostinguda per la sala de les Cent Columnes, composta per vuitanta-cinc columnes semblants a estalagmites gegants en una cova. Al sostre, entre les columnes, s'hi troben unes decoracions circulars allà on no es van construir les columnes que hi havia previstes inicialment (havien de ser-ne cent). Fins a aquest lloc, hi arriba l'escalinata de l'entrada principal del parc, de graons disposats simètricament al voltant d'una escultura de sargantana, que ha esdevingut l'emblema del jardí. A l'entrada principal del parc, s'alcen dos edificis de pur estil gaudinià, amb sostres de corbes suaus, apèndixs estranys i motius geomètrics. El de la mà dreta és la casa del Guarda, ideada i dissenyada per Gaudí com a habitatge per al porter del Parc Güell. Acull l'exposició “Güell, Gaudí i Barcelona. Expressió d'un ideal urbà”, del Museu d'Història de Barcelona, MUHBA.

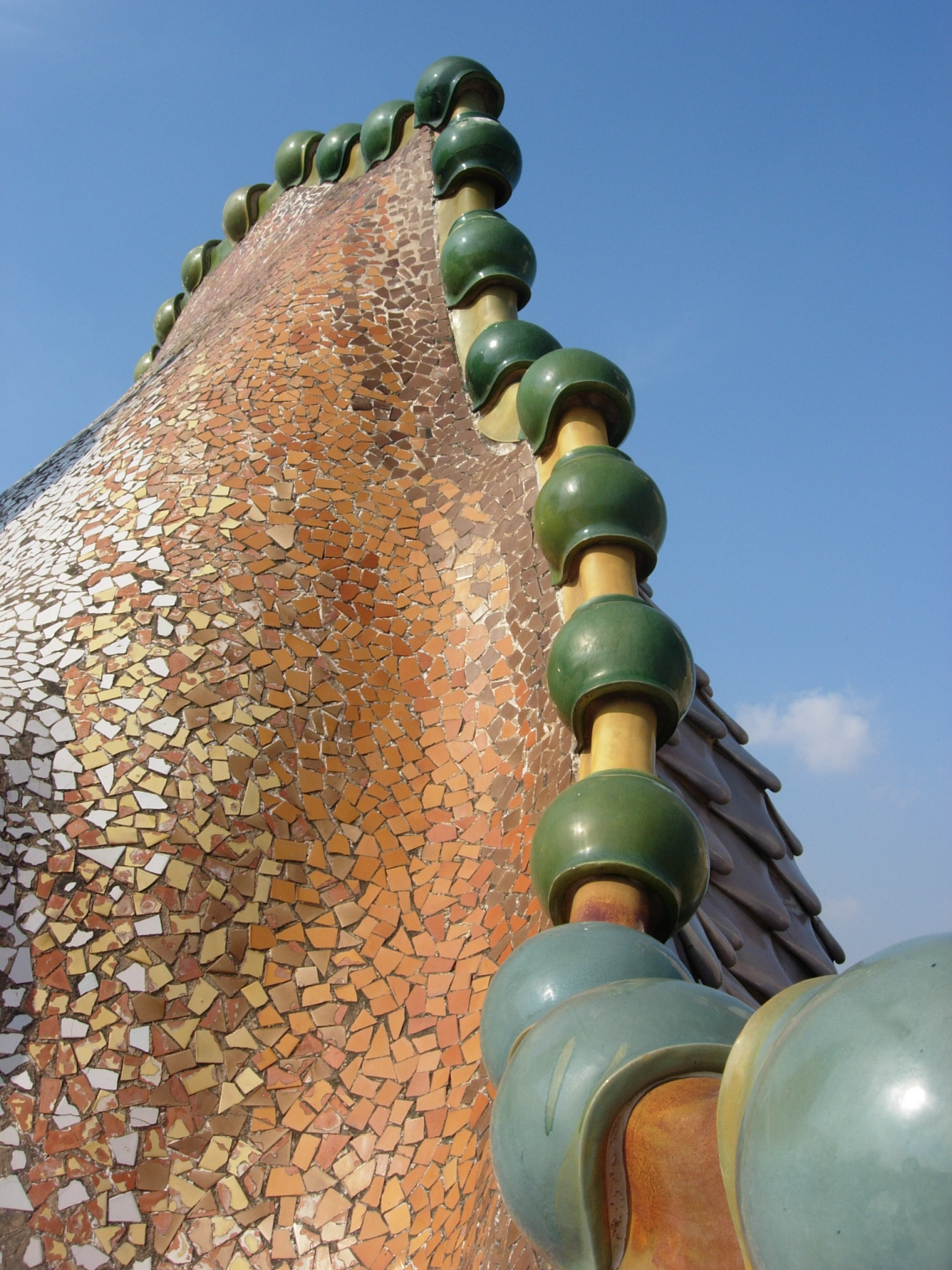
Part superior del terrat de la casa Batlló

La casa Batlló (1904-1906) és el resultat de la reforma total d'una antiga casa convencional construïda l'any 1877 per Emili Sala Cortés. Per a Josep Batlló i Casanovas, Gaudí la va refer i la va dotar d'una estructura i un estil completament nous; la inspiració principal és la natura, l'escala des del vestíbul pren una forma com de gran columna vertebral d'un dinosaure, mentre que les parets estan cobertes amb mosaics blaus en gradació cap a un color de blau més intens, la qual cosa fa la sensació que, en pujar per l'escala, s'ascendeix cap al cel. La importància de la decoració es fa palesa en una imaginació extraordinària, en què tots els detalls van ser concebuts per l'arquitecte, des del sistema de ventilació fins als poms ergonòmics de les portes; la façana està coberta de trencadís, amb unes corbes que mostren un conjunt d'aparença orgànica; la part superior que dona al terrat, realitzada amb rajoles de ceràmica verda de diverses tonalitats i trencadís, fa la sensació de ser el llom d'un drac.

La restauració de la Catedral de Mallorca (1904-1914), feta en temps del bisbe Pere Joan Campins, fou criticada sobretot per la destrucció d'alguns elements, com el corredor dels ciris mudèjar, però que eliminà el retaule barroc de la capella Reial que tapava la capella de la Trinitat i el retaule gòtic i començà a obrir els finestrals i rosasses. Avançà l'altar major fins davall la primera volta del presbiteri i mudà el cadirat des del cor renaixentista del mig de la nau central fins als murs laterals de la capella Reial; entre la capella Reial i la primera columna, construí unes tribunes amb els elements del cor i del presbiteri i col·locà les trones a continuació de les columnes esmentades. Són obra de Gaudí, també, la decoració de ceràmica amb els escuts d'armes dels bisbes de Mallorca, posats al mur de cada costat de la càtedra episcopal, i els texts del Pontifical romà amb lletra de ferro forjat daurat damunt el siti. També és obra de Gaudí la reixa que tanca l'absis principal, amb l'escut de la ciutat descompost en els seus dos elements; els lampadaris de les columnes (popularment, les trobigueres), la maqueta del baldaquí penjat amb cables i amb il·luminació elèctrica interior, que havia de ser provisional; el tornaveu, ara desaparegut, de la trona major, i el disseny dels símbols de la basílica (tintinabulació i conopeu) i altres elements. Col·laboraren amb Gaudí, Joan Rubió i Bellver, Josep Maria Jujol i Joaquim Torres-Garcia; aquest darrer va dir:
| «                                                                  | Es podrà discutir l'obra de Gaudí; se li podrà criticar aquesta o aquella nimietat, però no es podrà negar que era un home extraordinari, un autèntic geni creador i un arquitecte; encara que, per comprendre el valor d'aquesta paraula, ens hauríem de remuntar als constructors de catedrals de l'edat mitjana. Home fort, de la nissaga d'aquells d'altre temps en què, per damunt de la materialitat del viure, hi havia la consciència d'un ordre superior. | » |
| — J. Torres-García, lliçó núm. 81 de l'Universalismo constructivo. | |   |

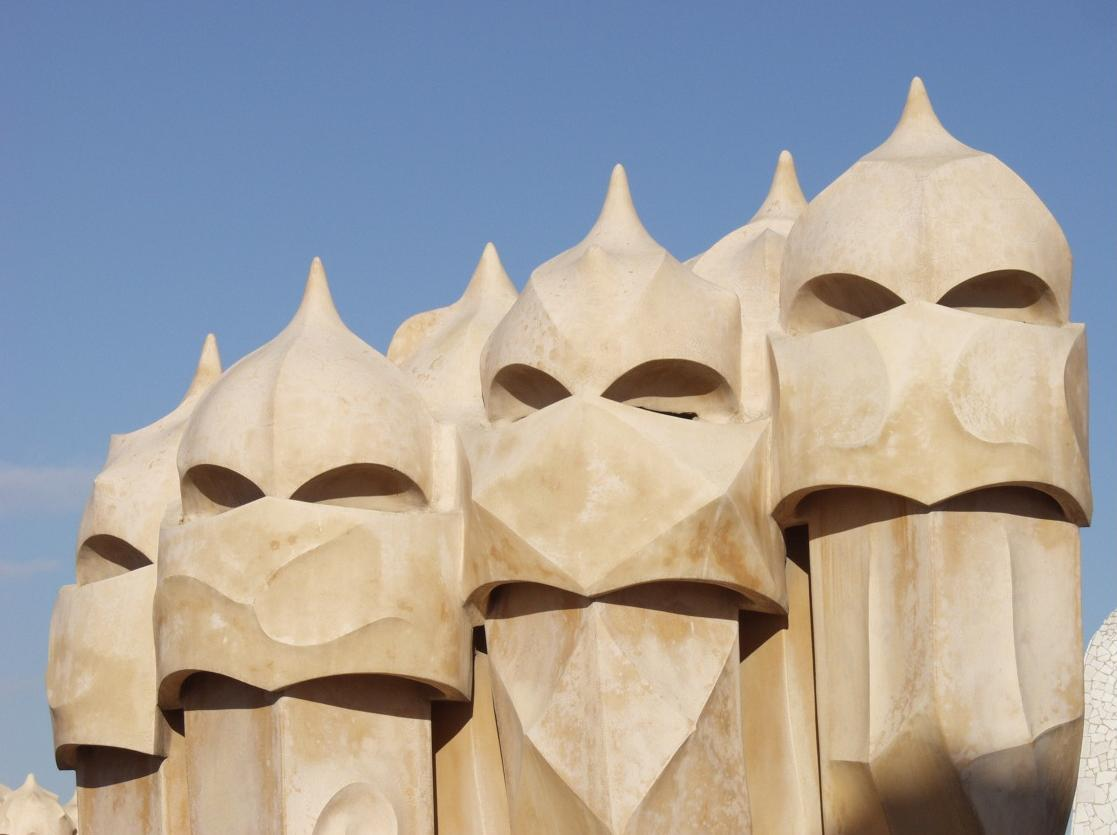
El terrat de la casa Milà, 'La Pedrera'

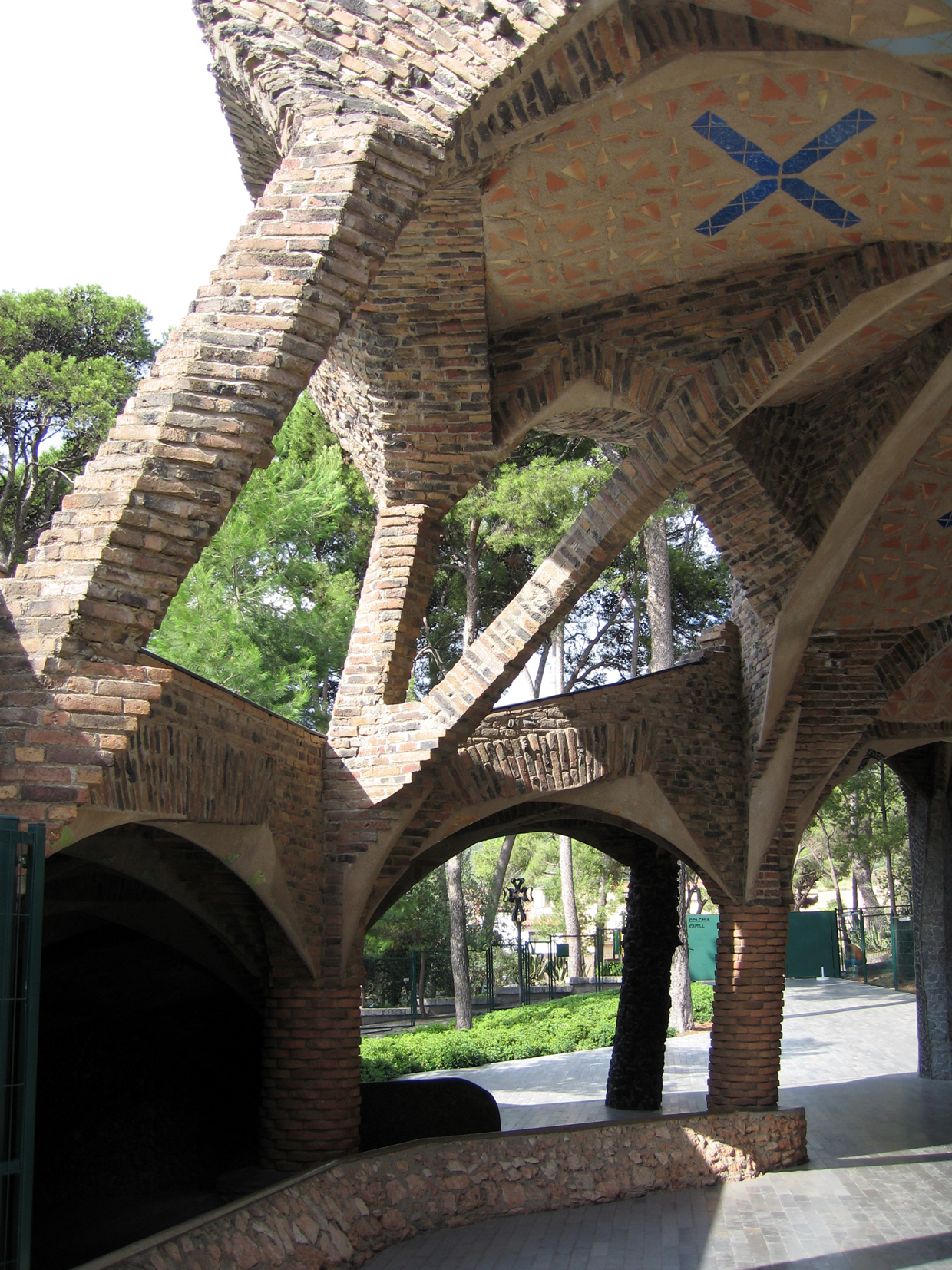
Cripta de la Colònia Güell

La casa Milà (1905-1907), coneguda com 'La Pedrera', molt polèmica en el seu moment, per les agosarades formes ondulades de la façana de pedra i els ferros forjats retorts que en decoren les balconades i finestres, dissenyats en gran part per Josep Maria Jujol, qui també va projectar alguns dels cels rasos de guix. Una de les característiques més importants de la Pedrera és la seva façana, sense una línia recta, realitzada en pedra (d'on li ve el nom), amb moviment semblant a les onades del mar, tota aquesta sembla extreta d'un altre món; el terrat és un espai accessible amb els sistemes de ventilacions i xemeneies que prenen formes de gran fantasia, com si fossin guerrers emmascarats, el misteri que es percep en aquestes alçades és a consonància amb l'edifici i el seu arquitecte amb el seu estil agosarat.
El març del 1910, va passar una temporada de repòs a Vic, on li van demanar idees per al centenari de Jaume Balmes; va proposar la construcció d'una font i projectà el disseny d'uns fanals de basalt i ferro forjat, que van ser enderrocats el 1924.
Entre abril i juny del 1910, es va celebrar al Grand Palais de París, finançat per Eusebi Güell, una exposició dedicada a Gaudí, en la qual va participar amb un centenar d'ampliacions de fotografies i models en guix de maquetes de la Sagrada Família i el Palau Güell. En moltes revistes artístiques de França, es van publicar bones crítiques sobre aquestes obres. Part d'aquestes obres van ser presentades posteriorment, el maig del 1911, en el I Saló d'Arquitectura realitzat al Parc del Retiro de Madrid.
El 7 de febrer del 1916, va morir el seu amic el bisbe de Vic, Josep Torras i Bages. Gaudí projectà un monument a la seva memòria que havia de ser posat davant del portal de la Passió de la Sagrada Família; apareix un esbós en el dibuix d'aquesta façana realitzat el 1917.
En la darrera etapa de les seves construccions, predominen els elements geomètrics. D'aquesta etapa, destaca la cripta de la Colònia Güell, una de les colònies industrials de Catalunya amb una font important de natura, situada a Santa Coloma de Cervelló, en la qual va projectar una església que no es va acabar de construir. Aquesta església havia de tenir una estructura que reprodueix i reinterpreta l'evolució de la planta gòtica, amb un plantejament ovoide de cinc naus damunt la cripta existent, una nau central i dues més a banda i banda, a la qual s'accediria per una escala ja realitzada. La cripta està construïda amb maó de pedra basàltica i presenta columnes que aguanten l'empenta dels arcbotants. Se'n va col·locar la primera pedra el 1908 i les obres van seguir fins al 1917, en què es van parar a conseqüència de la Primera Guerra Mundial; l'any següent, amb la mort del mecenes Eusebi Güell, es van suspendre definitivament. Es pot considerar un precedent del que seria la seva obra cabdal.

### La dedicació exclusiva a la Sagrada Família (1914-1926)

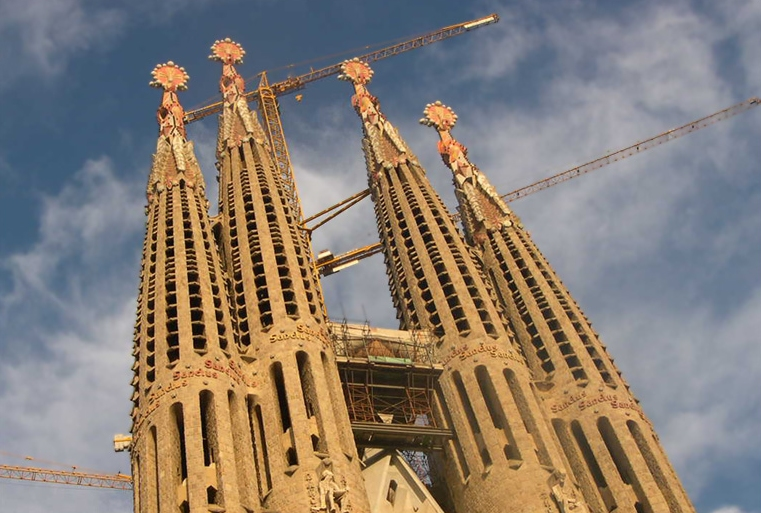
Temple de la Sagrada Família

A la mort del seu amic íntim i col·laborador Francesc Berenguer i Mestres, i després de la interrupció el mateix any de les obres de l'església de la Colònia Güell i del Parc Güell, atès que resulten un fracàs econòmic, Antoni Gaudí decideix treballar únicament en el temple de la Sagrada Família. Tot i que no el pogué veure acabat, Gaudí arribà a construir-ne la cripta, l'absis i la façana del Naixement. Va aconseguir un poema místic, d'una àmplia simbologia, que va del món terrenal a l'espiritual; en el tractament escultòric naturalista de les portes de la façana i a la progressiva abstracció que es pot veure en l'ascensió de les torres, realment s'arriba a copsar un món ple d'audàcies constructives. Encara avui continua en construcció; en va deixar nombrosos plànols, projectes i esbossos, aprofitant les tècniques i solucions arquitectòniques que va experimentar en la cripta de la Colònia Güell.
Les obres que actualment es fan per acabar la Sagrada Família respecten el projecte original de Gaudí en conjunt, però no en els detalls, que estan adaptats a l'estètica moderna i a l'estil dels artistes que les duen a terme, gràcies a col·laboradors com Ricard Opisso i Sala o Peret Claverias.

### Defunció i funeral

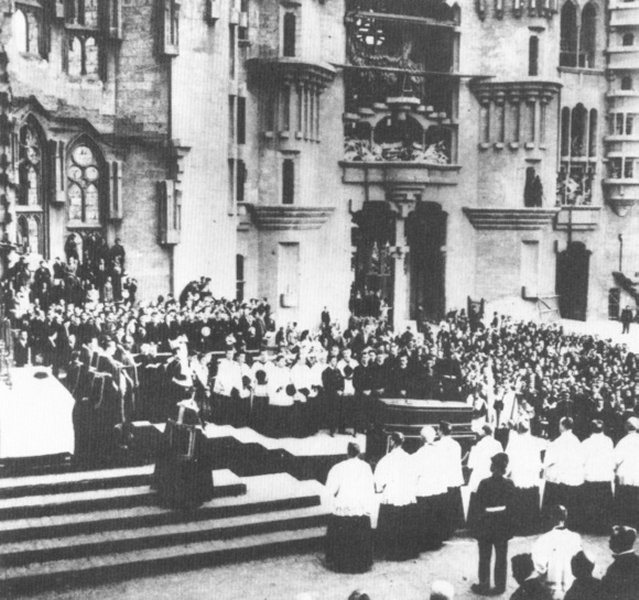
Funeral d'Antoni Gaudí

El dia 7 de juny del 1926, Antoni Gaudí caminava per la Gran Via de les Corts Catalanes de Barcelona. Havia travessat el carrer de Bailèn prop de la plaça de Tetuan. Era un camí que feia molts vespres per anar de l'església de Sant Felip Neri a la Sagrada Família. Tanmateix, aquell dia, quan es disposava a travessar el carrer, un tramvia el va atropellar i el va deixar sense sentit. El van dur a la casa de socors de la ronda de Sant Pere i d'aquí a l'hospital de la Santa Creu, greument ferit; pel seu aspecte de captaire, van trigar a adonar-se que es tractava del genial arquitecte; això no va ser fins que va ser reconegut per mossèn Gil Parés i l'arquitecte Domènec Sugrañes i Gras, que el trobaren a la sala de Sant Tomàs. Quan els amics que li feren costat li proposaren anar a una clínica, Gaudí contestà: «El meu lloc és aquí, entre els pobres». Va morir el dia 10 de juny del 1926 a l'hospital de la Santa Creu, a les cinc i vuit minuts de la tarda. El seu fèretre va ser cobert amb la senyera de l'Associació d'Arquitectes de Catalunya i s'exposà en capella ardent al mateix hospital fins al dia 12. La tarda del 12 de juny es traslladà el fèretre en una nombrosa comitiva fúnebre encapçalada per l'alcalde de Barcelona, Darius Rumeu, baró de Viver, fins a entrar a la catedral de Barcelona per la porta de Santa Llúcia. Es digué un respons a l'altar major de la catedral i, tot seguit, la comitiva fúnebre prosseguí en mig d'una imponent manifestació de dol pel gran nombre de persones que s'hi afegiren, fins a arribar a la cripta de la Sagrada Família, on l'Orfeó Català cantà un respons i on Gaudí fou enterrat a la capella de Nostra Senyora del Carme. A la seva làpida, hi ha la inscripció:
| « | Antonius Gaudí Cornet. Reusensis. Annos natus LXXIV, vitae exemplaris vir, eximiusque artifex, mirabilis operis hujus, templi auctor, pie obiit Barcinone dit X Junii MCMXXVI, hinc cineres tanti hominis, resurrectionem mortuorum expectant. R.I.P. | » |

## Estil

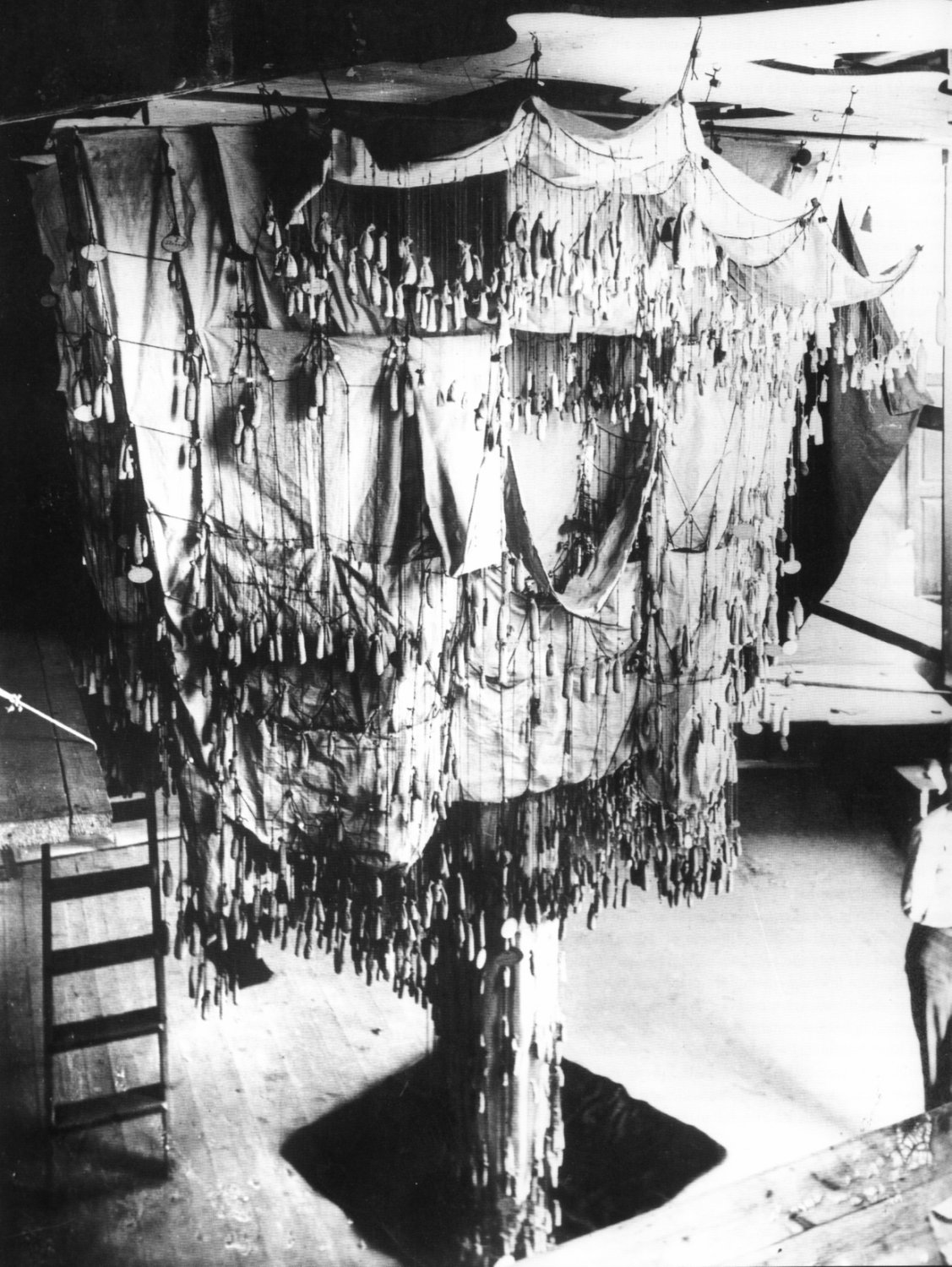
Maqueta polifunicular de cordill i saquets de perdigons de l'església de la Colònia Güell

La influència del mudèjar és evident en les primeres obres de Gaudí; la casa Vicens i els interiors del palau Güell són plenament moriscs. Una mica més tard, sorprèn el mudèjar ja hispànic que s'observa al convent de les Teresianes, amb ritmes lineals i amb elements de color a la ceràmica.
En els seus estudis, va dissenyar complements arquitectònics artesans, àdhuc es va encarregar de la seva realització, gràcies al coneixement que obtingué sobre aquest treball al taller de caldereria del seu pare, que després, ja a Barcelona, va ampliar en freqüentar els tallers de fusteria d'Eudald Puntí i el de Llorenç Matamala, escultor i modelista. Tot va influir en la seva arquitectura, ja que va poder donar un segell personal a tot el conjunt dels seus edificis; així, es troben dissenyats per Gaudí, mobles, marcs d'arcs i portes interiors i exteriors de fusta o de ferro, reixes, xinxa de picaportes, tiradors, panys, etc.
La síntesi arquitectònica ha d'estar unida a la geometria i la mecànica, a les lleis i formes de l'equilibri; la investigació de Gaudí des dels anys 1880 va començar amb la construcció de la casa d'Eusebi Güell i amb l'estudi de les forces de comprensió en arcs i voltes. Els arcs parabòlics de maó de melindro o bord li van permetre de fer sostres sense bigues, com a Bellesguard, o les golfes de la Pedrera.
Estudia els estils històrics junt amb la natura, acumulant idees i efectes per a les seves creacions. Ell mateix es tenia com un gran admirador de l'art grec i un seguidor de l'art mediterrani, però cercant el sentit més íntim i amb l'esperit ple dels seus sentiments religiosos; és en l'arquitectura gòtica on més troba la relació amb Déu. Durant molts anys, cerca en els seus projectes el mecanisme estructural del sistema de pilars i voltes; la construcció de l'església de la Colònia Güell, la projecta en una combinació de funicles o corbes d'equilibri, d'estructures voltades amb el sistema de càlcul, com en la famosa maqueta esterostàtica de cordill i saquets de perdigons.
L'arquitectura de Gaudí té algun contacte amb el barroc en aconseguir la percepció dels sentits amb el joc de les formes geomètriques. Com en el barroc, s'hi aprecien les formes complexes i només amb la contemplació de l'obra es descobreix la seva dinàmica; això es copsa al temple de la Sagrada Família, en què hi ha una gran fusió entre l'escultura i l'arquitectura a la manera barroca. Antoni Gaudí té una visió corpòria de la seva arquitectura; per això, corba els murs per aconseguir una més gran plasticitat, idealitzant tot el que aprecia en la natura, i arribant a les últimes estructures de la seva obra de maduresa, com la Sagrada Família, ja amb unes línies d'una gran riquesa i atrevida fantasia, però sempre amb unes formes no agressives.
La il·luminació va formar part de la investigació de Gaudí, que porta a terme mitjançant la geometria de llei fixa als vitralls i amb la col·locació de les columnes entre si mateixes; així, quan es filtra la llum, queda orientada en direccions de 45° respecte a l'espectador, i s'aconsegueix la visió del relleu i l'harmonia en totes les formes. A les voltes que cobreixen les naus, empra les curvatures com l'hiperboloide i el paraboloide hiperbòlic; això, junt amb les columnes inclinades, produeix la impressió d'un santuari misteriosament il·luminat.

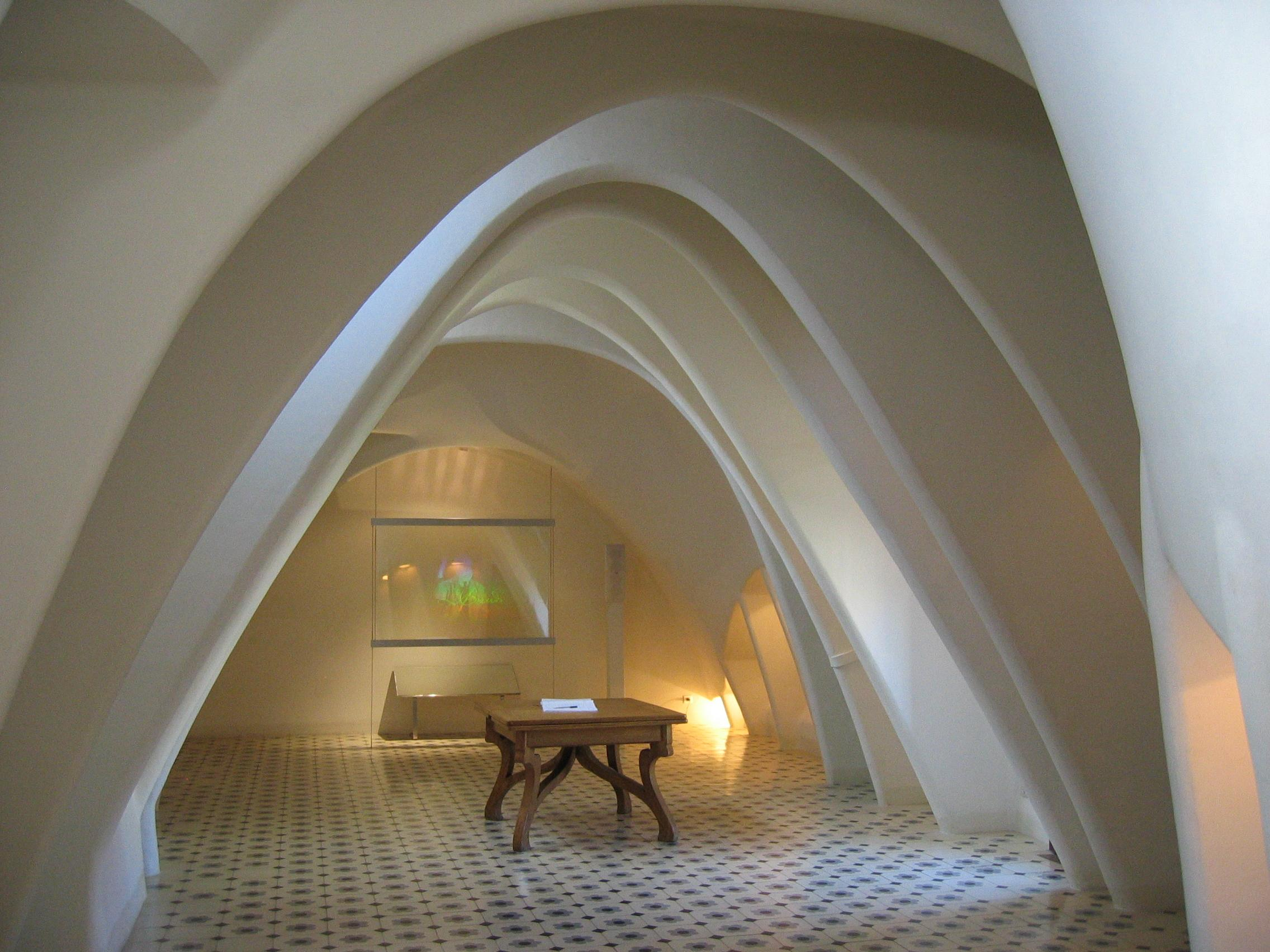
Voltes amb arcs catenaris de la casa Batlló
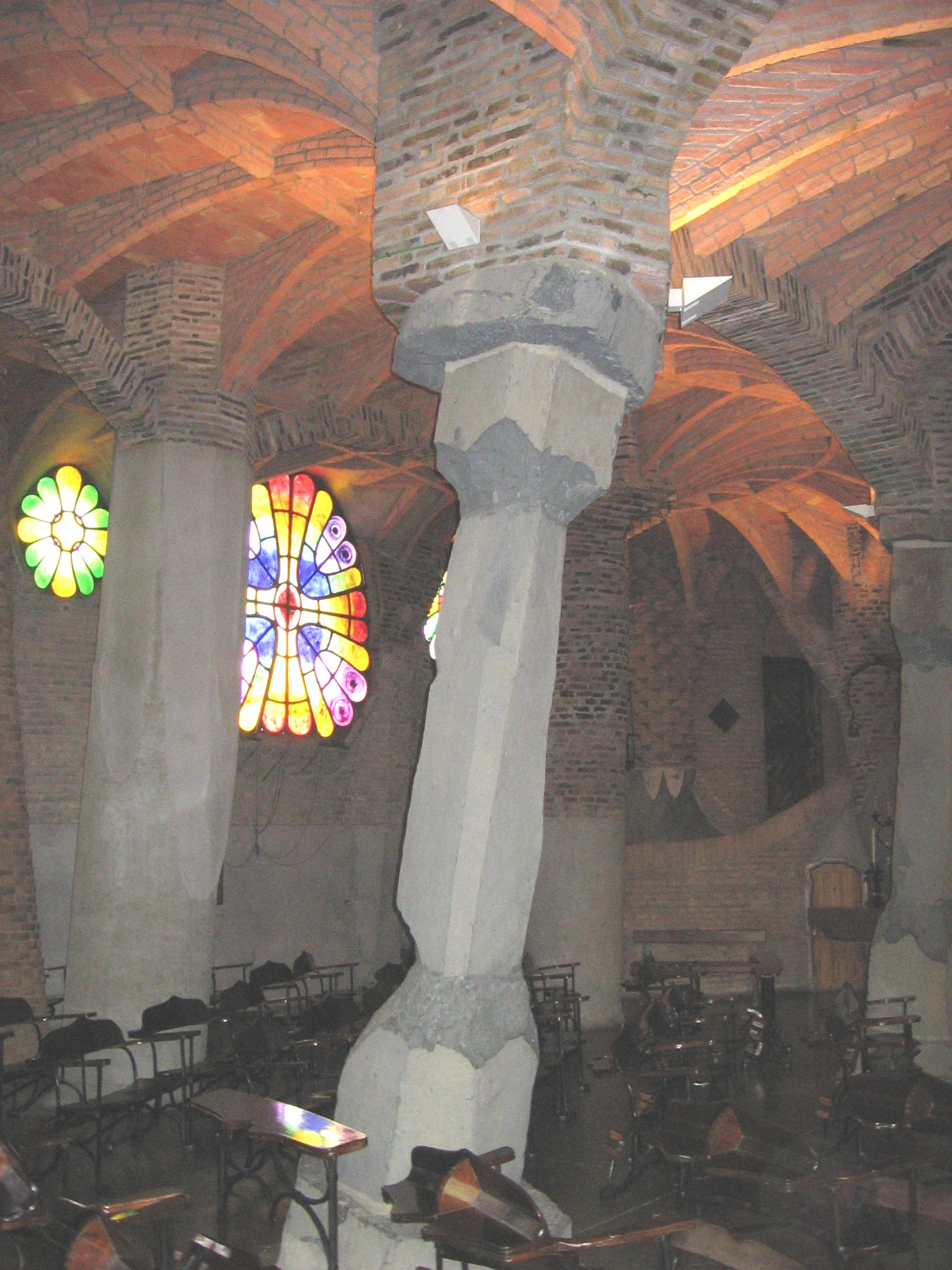
Sostre de la cripta de la Colònia Güell amb arcs parabòlics
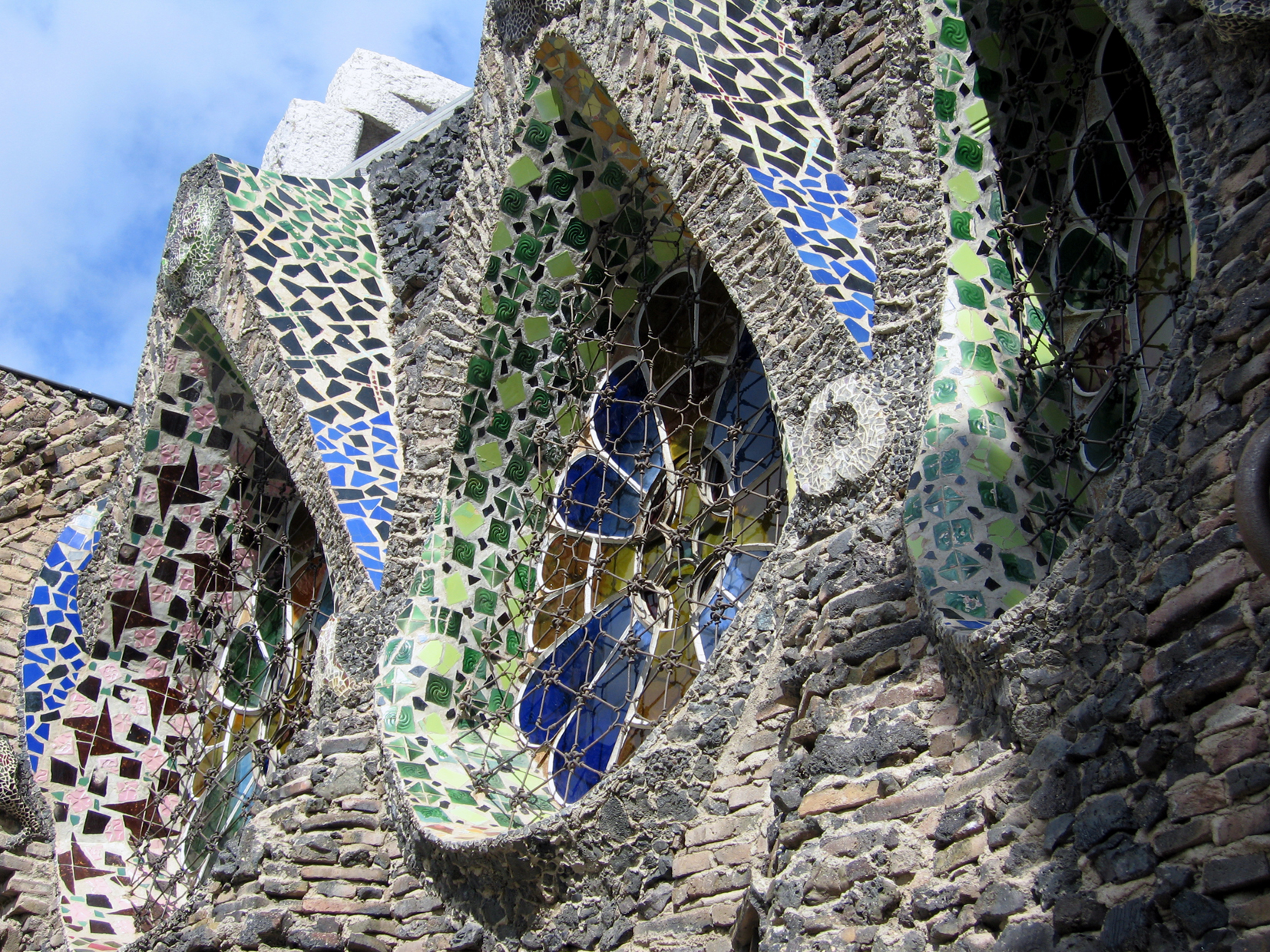
Mur de paraboloides hiperbòlics de tancament de la cripta de la Colonia Güell
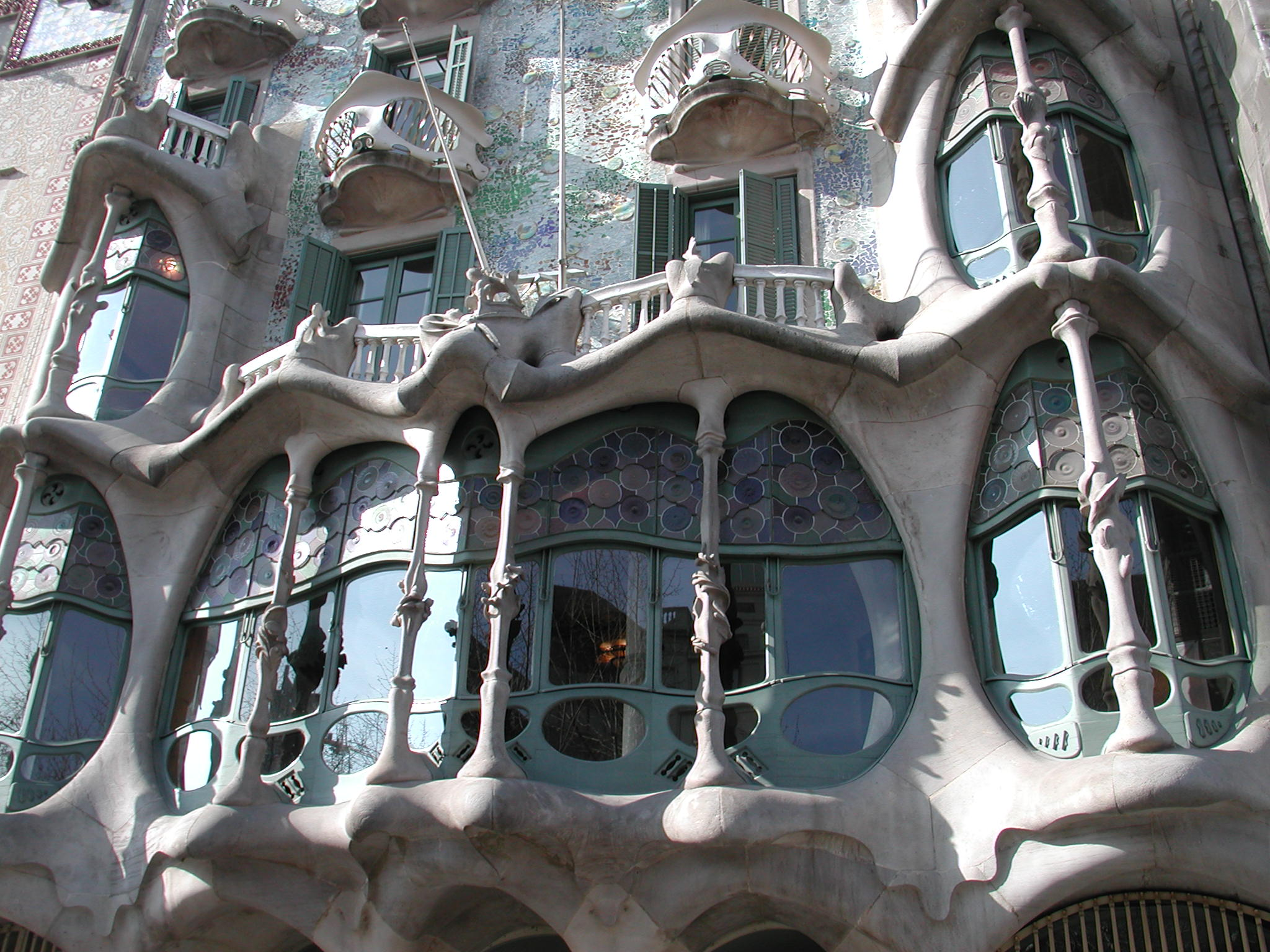
Pilars hiperboloïdals de la casa Batlló

Totes les quatre menes de superfícies reglades: l'hiperboloide, l'helicoide, el paraboloide hiperbòlic i el conoide, varen ser emprades per l'arquitecte en les seves estructures a les voltes, sostres, murs i pilars.

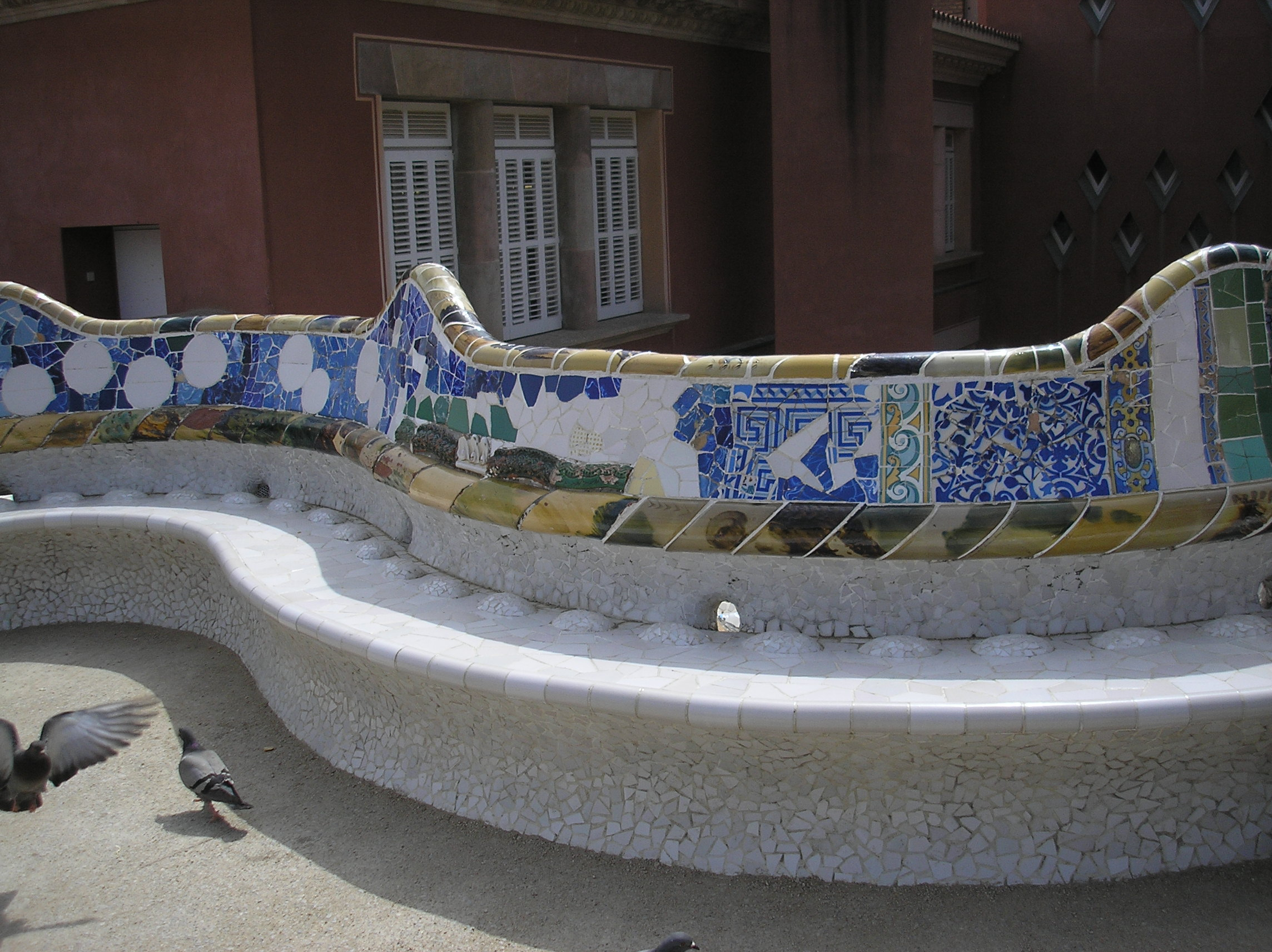
Banc amb trencadís del Parc Güell

### Trencadís
Una particularitat en els acabats per al recobriment final de murs o terres de les obres de Gaudí va ser la utilització del trencadís, que s'aconsegueix amb fragments de rajoles de ceràmica vidrada de peces de rebuig de la fàbrica Pujol i Bausis, emplaçada a Esplugues de Llobregat, trencades per formar nous dibuixos o colors; va ser Gaudí junt amb el seu col·laborador Josep Maria Jujol el primer que el va emprar majoritàriament durant el modernisme, i aconseguí que fos un senyal característic d'aquest moviment artístic.
La tècnica va ser utilitzada per primera vegada per al picador de l'entrada de la finca Güell de l'avinguda de Pedralbes, on l'arquitectura sinuosa convertí en necessitat trencar rajoles on no n'hi podia haver de senceres.
Destaca el banc de la gran plaça del parc Güell amb una estructura de formigó i recobert amb múltiples colors amb la tècnica del trencadís.

## Gaudí i el catalanisme

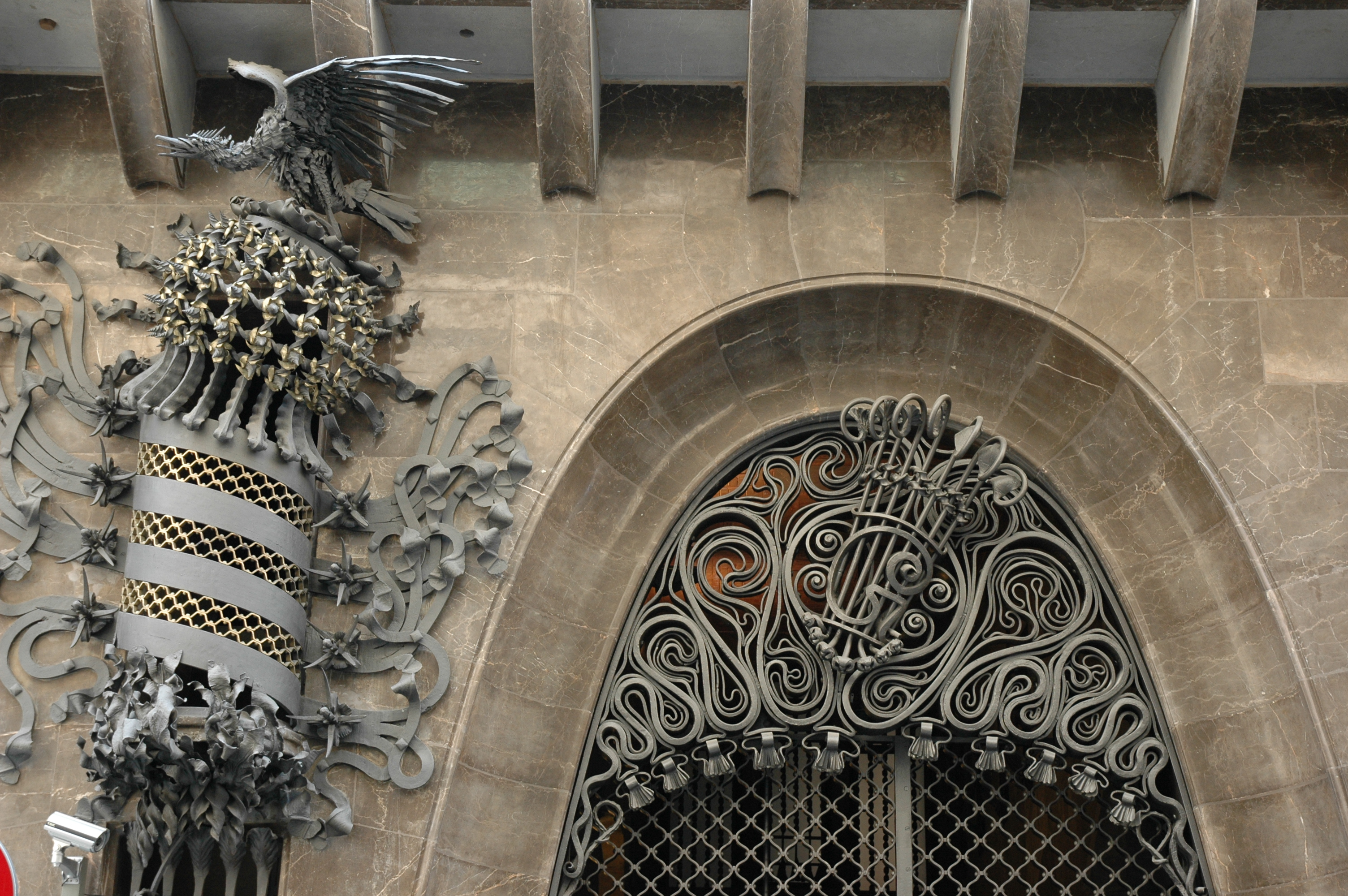
Escut de Catalunya a l'entrada del palau Güell

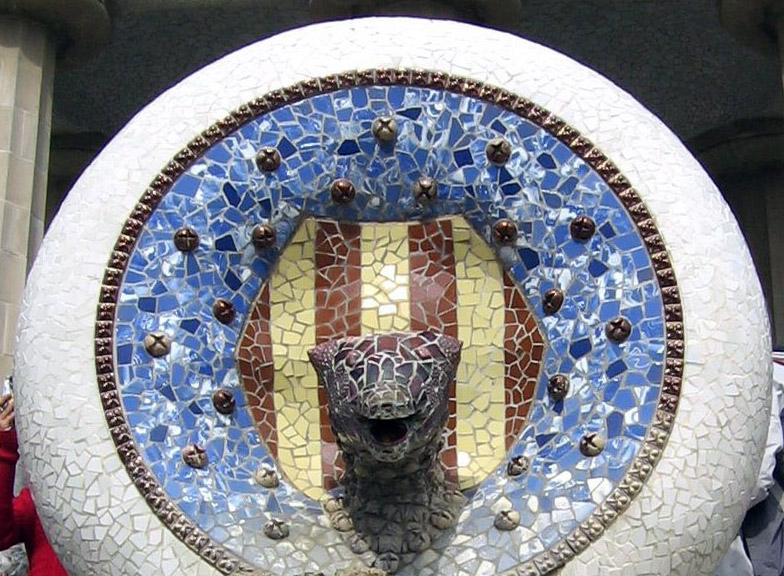
Escut amb les quatre barres a l'entrada del parc Güell

A l'època d'adolescència d'Antoni Gaudí, era molt freqüent la manifestació de la catalanitat, entre d'altres, amb l'excursionisme i amb la recuperació del patrimoni artístic. Junt amb els seus companys d'institut Eduard Toda i Josep Ribera, durant unes vacances d'estiu, comptant entre 15 i 17 anys, van decidir de fer un projecte de restauració del monestir de Poblet, aleshores en ruïnes; se'n conserva un dibuix realitzat per Gaudí i una memòria pels seus companys. Cada un d'ells tenia una missió en la reconstrucció: Gaudí el gruix de l'obra, construir murs i teulades; Toda faria l'inventari de la biblioteca i Ribera investigaria la història de Poblet; fins i tot van arribar a pensar la manera d'aconseguir ajuts econòmics, muntant una botiga de records on es podria vendre el llibre que s'editaria sobre el monestir, realitzat per Ribera. Aquell setembre, els tres amics es van separar. Eduard Toda i Güell van editar Poblet. Datos y apuntes, l'any 1870.
Va ser soci de l'Associació Catalanista d'Excursions Científiques entre 1879 i 1889 i va col·laborar amb l'Associació d'Excursions Catalana que es va fusionar amb l'anterior per formar el Centre Excursionista de Catalunya. Gaudí va realitzar diverses excursions; entre aquestes, a Granollers, on va redactar un informe per a la restauració de l'església de Sant Esteve; pertanyia també a aquesta associació, des del 1880, el seu amic Eusebi Güell. Una altra excursió amb l'associació va ser la realitzada el 1883 a Banyuls de la Marenda, a Perpinyà i a Elna, on es va fer una fotografia amb Verdaguer i Guimerà i que es va publicar en la Ilustració Catalana.
Els símbols de la senyera de les quatre barres apareixen en moltes de les seves obres: 
- Al palau Güell, sobre la part central de la planta baixa entre les dues portes d'entrada, es pot veure l'escut de Catalunya encarregat per Gaudí a Joan Oñós, fet d'una mida de dos metres d'alçada, de ferro forjat, amb formes helicoidals, i per representar els colors ho fa en malla d'un fleix continu.[70]
- A la porta d'entrada de Bellesguard, l'escut de pedra amb les quatre barres amb dues dates: 1409, del casament de Martí I l'Humà amb Margarida de Prades i la segona data del 1909, a l'acabament de les obres de Bellesguard.
- A la columna de la torre de Bellesguard, es forma la senyera de Catalunya amb franges helicoidals.
- A l'escala del Parc Güell, apareix l'escut a l'entrada junt amb el cap d'una serp.
- Al Primer Misteri de Glòria del Rosari Monumental de Montserrat, es troba un escut realitzat amb la tècnica del trencadís.

Segons alguns autors, Gaudí donà suport al moviment independentista; tanmateix, la majoria dels autors es decanten a pensar que va donar suport al moviment catalanista. A més a més, donava suport a la Lliga Regionalista i incorporà elements de la cultura catalana en les seves obres.
El 1920 va ser colpejat per la policia en un motí durant les celebracions dels Jocs Florals. Quan el rei espanyol Alfons XIII va visitar la Sagrada Família, Gaudí es va negar a parlar-li en castellà i només li va parlar en català. Gaudí també es va negar a parlar en castellà amb l'aleshores primer ministre Antonio Maura, que, sent nadiu de Mallorca i, per tant, catalanoparlant, va acabar responent a Gaudí en català, trencant així el protocol davant del rei Alfons XIII. De la mateixa manera, quan el filòsof Miguel de Unamuno va visitar la Sagrada Família, el poeta Joan Maragall va haver de traduir la visita en català de Gaudí al castellà.
L'11 de setembre del 1924, les autoritats espanyoles (governant el dictador Primo de Rivera) van tancar les esglésies de Barcelona per tal d'evitar la commemoració de la Diada; Gaudí, però, anà a l'església dels Sants Just i Pastor i va ser arrestat per negar-se a respondre en castellà a la policia. El dia 11 de setembre de 1924, Antoni Gaudí i Cornet fou detingut. Tenia 72 anys. Aquell matí havia volgut assistir a la missa que s'oferia a l'església dels sants Just i Pastor en recordança d'aquells que l'any 1714 morien en la defensa de la ciutat de Barcelona, i que era organitzada per la Lliga Espiritual de la Mare de Déu de Montserrat.
A la porta de l'església, la policia va negar-li l'entrada. El gran arquitecte insistí i protestà que se li barrés el pas. Ell mateix explicava els procediments poc respectuosos amb què se'l tractà, sobretot perquè va negar-se a emprar altra llengua que la catalana.
El resultat fou, ultra els insults i alguns cops, que va haver de passar unes hores al calabós i pagar una multa. Finalment va poder restar en llibertat. L'explicació d'aquest fet —que l'arquitecte Martinell va transcriure fidelment l'endemà mateix, després d'haver escoltat el relat del mateix Gaudí— va ser la següent: «Vaig estar detingut quatre hores. Dues tancat en un calabós amb reixes. Pagant deu duros, vaig poder sortir. D'aquesta gent, no se'n pot esperar més que coses així. Tot ho fan anar a la violència: van a la liquidació del país. En van detenir arbitràriament i amb violència. Em van insultar: em van dir dues vegades "Vaya vd. a la mierda" i "Sinvergüenza" diverses vegades. Em preguntaren si no sabia parlar en castellà i els vaig dir que sí, però que "no em donava la gana de parlar-hi" i no hi vaig voler parlar perquè tota aquesta agressivitat es fa contra Catalunya, i una de les coses que més caracteritza i més estima Catalunya és la llengua, que és la meva i jo no vaig voler deixar-la en aquells moments de persecució, perquè l'odi d'ells era perquè jo els parlava en català…»
| « | <La censura governativa prohibí de donar la noticia. A l'Arxiu Històric de la Ciutat, però, hi ha la relació de l'incident, que coincideix en línies generals amb la qual transcriu l'Arquitecte Cèsar Martinell i Brunet. No cal dir que és important de conèixer la posició clara i ferma d'en Gaudí en una matèria tan decisiva. No hi ha dubte de la seva catalanitat ni del seu compromís. En Gaudí, que no havia mai intervingut en política, es manifestà contundent: Hauria tingut per covardia l'abandó de la pròpia llengua en aquell moment de persecució. És una característica de tots els grans homes que hem tingut. No es pot passar a la universitat si hom no és, abans de tot, fidel a la pàtria.> | » |

Jaume I El Conqueridor, JORDI BONET I ARMENGOL, Editorial Barcino, Montseny, núm. 9, Barcelona, 1976.

## Gaudí i la religió

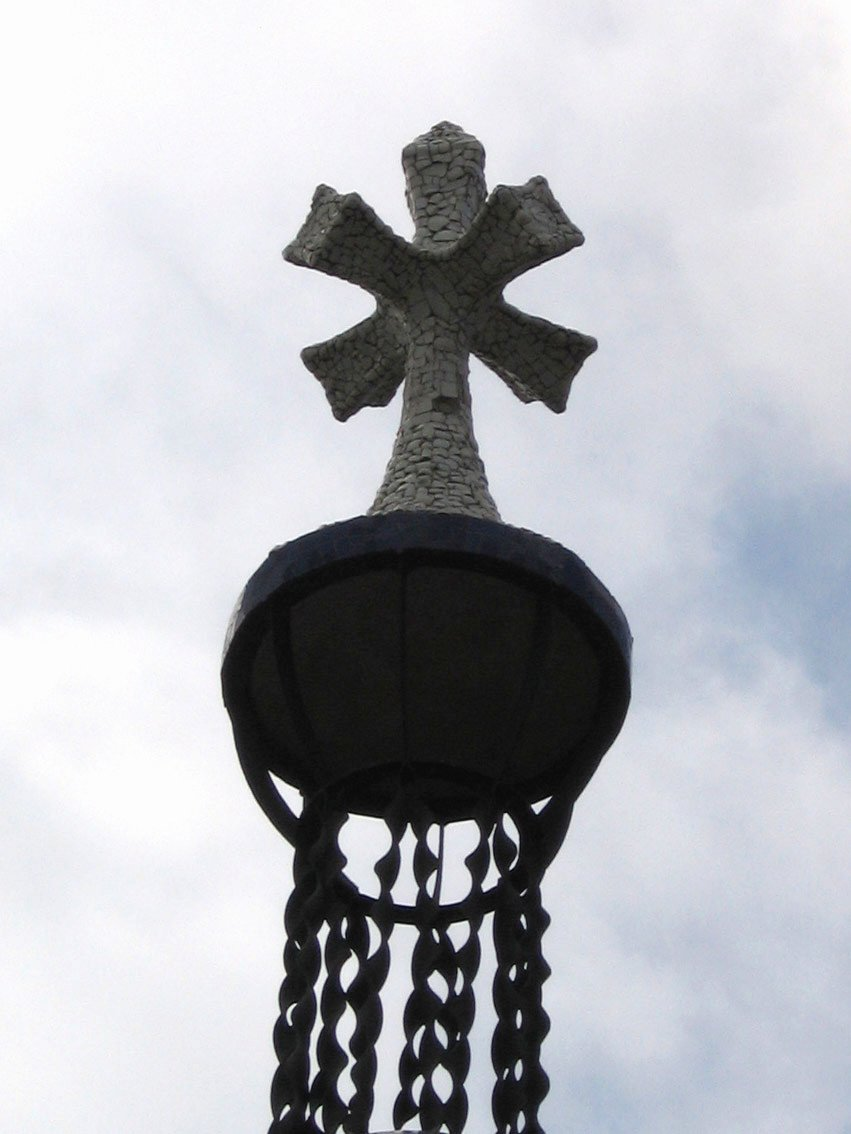
Creu gaudiniana de quatre braços al parc Güell

La forta formació religiosa que va demostrar Gaudí al llarg de la seva vida va començar amb la rebuda per la seva mare, que li va transmetre l'amor a la natura i a Déu «la fe al creador d'aquestes meravelles». Se sap que la seva assistència a missa diària va ser constant al llarg de la seva vida.
La seva religiositat inclou també la seva arquitectura civil, en què va emprar símbols com la creu gaudiniana de quatre braços, que va ser constant en la seva obra; així, es pot veure la primera vegada que la va emprar com un simple penell fou al palau Güell, a la casa Batlló, en un dels pavellons del parc Güell, al col·legi de les Teresianes i la casa Bellesguard. La seva devoció mariana es fa palesa en les múltiples inscripcions del temple de la Sagrada Família; les de caràcter marià es poden copsar al fris de l'Àngelus de la casa Milà, a la part superior de la façana, i d'altres es troben a les rajoles de València realitzades expressament per al gran banc del parc Güell. A la porta de Bellesguard, executada en forja, hi ha la inscripció: «Ave Maria, sens pecat fou concebuda».
L'octubre de 1913, durant el Primer Congrés d'Art Cristià de Catalunya, va formar part del comitè, en el qual el seu amic el bisbe Josep Torras i Bages va fer el discurs d'obertura. Era membre de la Lliga Espiritual de la Mare de Déu de Montserrat, fundada per Torras i Bages, i va participar en el Primer Congrés Litúrgic de Montserrat l'any 1915.
Al dibuix de l'any 1878 d'un reliquiari que es guarda al Museu de Reus, al costat d'una imatge de la Mare de Déu, hi ha una inscripció d'«Ave Maria» i «Sanctus, Sanctus, Sanctus». L'ús d'aquesta invocació ja ha estat fet abundantment per Gaudí en el projecte de la porta d'un cementiri (1875), es repeteix en un altar d'Alella (1883), a les torres i a la cripta de la Sagrada Família, així com a l'oratori de Bocabella (1885).
A les vores dins dels camins del parc Güell, es troben grans boles de pedra en un nombre de 150, que corresponen a les denes del rosari, com convidant els passejants a la seva oració.

Gràcies al seu gran mecenes Eusebi Güell, va contactar amb grups eclesiàstics d'idees renovadores, que el van ajudar amb les seves conviccions religioses. L'encàrrec de la realització del temple de la Sagrada Família va ser la seva gran obra, en què va posar a més a més del seu valor arquitectònic totes les seves inquietuds religioses:
| « | Els assumptes religiosos requereixen l'ús de tots els mitjans en el seu grau més alt. El temple ha d'inspirar el sentiment de la divinitat amb les seves infinites qualitats i els seus infinits atributs. | » |

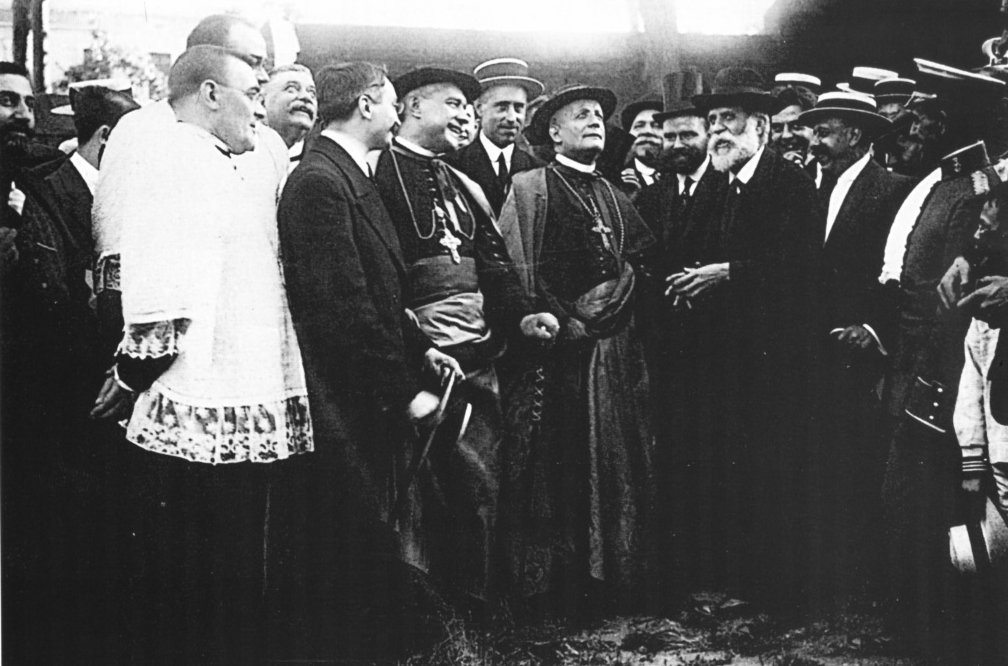
Visita del nunci Francesco Ragonesi, l'any 1915, al temple de la Sagrada Família

Durant la visita que l'any 1915 efectuà a la Sagrada Família el nunci del papa Benet XV, el futur cardenal Francesco Ragonesi li va dir que era un poeta, i l'arquitecte li respongué: «I qui no se'n sentiria, al costat de l'església!». Gaudí tenia un profund sentiment religiós cristià que el feu dedicar en la part final de la seva vida exclusivament a la construcció del temple de la Sagrada Família.
A causa del seu gran fervor catòlic, va realitzar un dejuni de quaresma l'any 1894, portat a tal extrem que va posar en perill la seva pròpia vida, i en què va haver d'intervenir Torras i Bages per persuadir-lo que l'abandonés.

### Beatificació
Actualment, està en procés de beatificació per l'Església catòlica. L'Associació pro Beatificació d'Antoni Gaudí va sol·licitar l'autorització junt amb la petició de l'arquebisbe de Barcelona Ricard Maria Carles de l'inici del procés per a la seva beatificació, que va ser autoritzat pel Vaticà l'any 2000. L'any 2003 es varen presentar al cardenal José Saraiva Martins, al Vaticà, tots els documents del treball realitzat fins aquell any al procés diocesà de Barcelona. El juny del 2003 el procés canònic quedà obert en la Congregació per les Causes dels Sants a Roma. Des de l'any 2003, la diòcesi de Barcelona el considera servent de Déu per les seves virtuts cristianes.
L'any 2010, el mossèn Lluís Bonet i Armengol, rector de la parròquia de la Sagrada Família i vicepostulador de la causa de beatificació, va manifestar el seu desig que l'any 2016 Gaudí passi de servent de Déu a venerable. El mateix any, el cardenal Sistach manifestà que l'any 2026 és una data realista per a la beatificació, que coincidiria amb el centenari de la mort de Gaudí i la possible finalització del temple de la Sagrada Família.

## Patrimoni de la Humanitat
La UNESCO va declarar el 1984 i el 2005 Patrimoni de la Humanitat algunes de les obres d'Antoni Gaudí: el Parc Güell, el palau Güell, la casa Milà, la façana del Naixement i la cripta de la Sagrada Família, la casa Vicens i la casa Batlló a la ciutat de Barcelona —juntament amb la cripta de la Colònia Güell, a Santa Coloma de Cervelló.
La declaració de Patrimoni Mundial d'aquestes obres de Gaudí suposa reconèixer el seu valor universal excepcional. Així va ser raonat per la UNESCO:
- L'obra d'Antoni Gaudí representa una excepcional i destacada contribució creativa al desenvolupament de l'arquitectura i tecnologia de la construcció al moment del pas del segle xix al segle xx.
- L'obra de Gaudí mostra un important intercanvi de valors estretament relacionats amb la cultura i els corrents artístics del seu temps, representada en el modernisme de Catalunya. Ha influït en moltes de les formes i tècniques que eren pertinents per al desenvolupament de la moderna construcció en el segle xx.
- L'obra de Gaudí representa una sèrie d'exemples destacats de la tipologia de construcció en l'arquitectura de principi de segle xx, tant residencial com pública, per al desenvolupament de la qual va fer una important i creativa contribució.

## Gaudí en l'espai
L'any 2012, la Unió Astronòmica Internacional va batejar un petit cràter prop del pol nord del planeta Mercuri amb el nom Gaudí, en homenatge a Antoni Gaudí.

## Gaudí i la música
L'any 2002, el lutier Guillem Gecubí, en el marc dels actes commemoratius del 150è any de naixement de Gaudí, va construir un violí inspirat en les formes orgàniques de l'arquitecte; aquell mateix any, en va fer donació al Museu de la Música de Barcelona.

Violí inspirat en les formes orgàniques de Gaudí
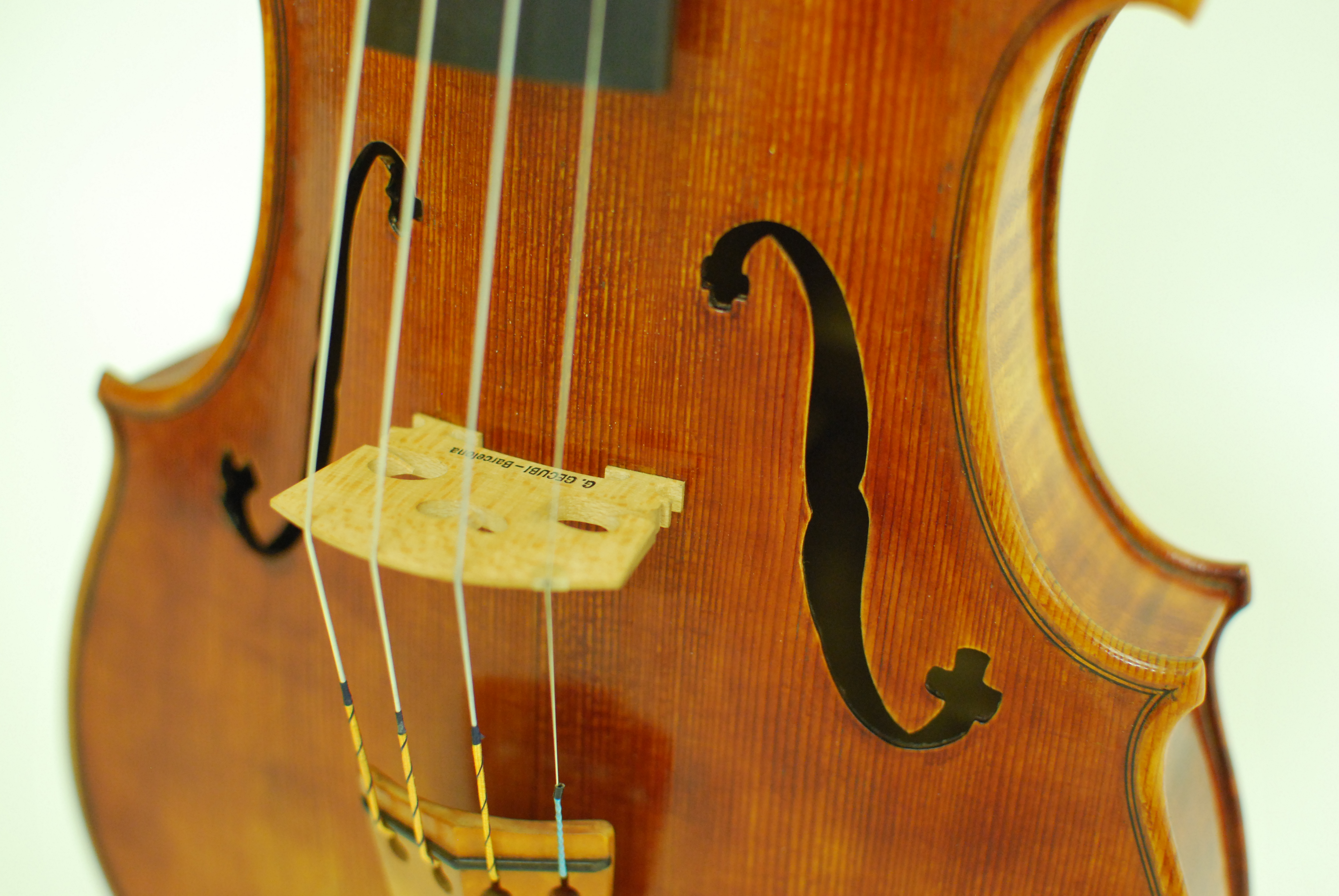
Detall de l'obertura acústica
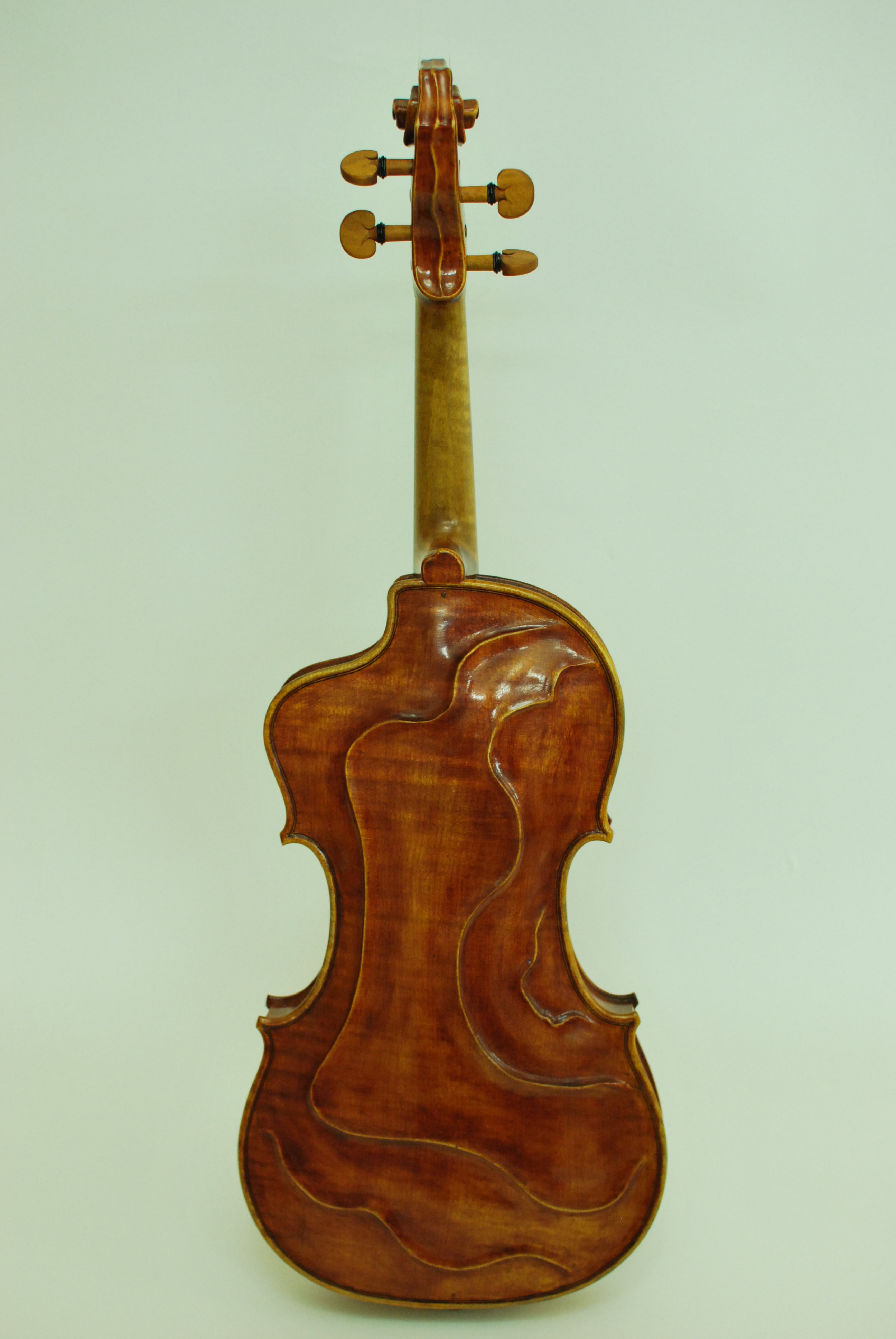
Vista del fons
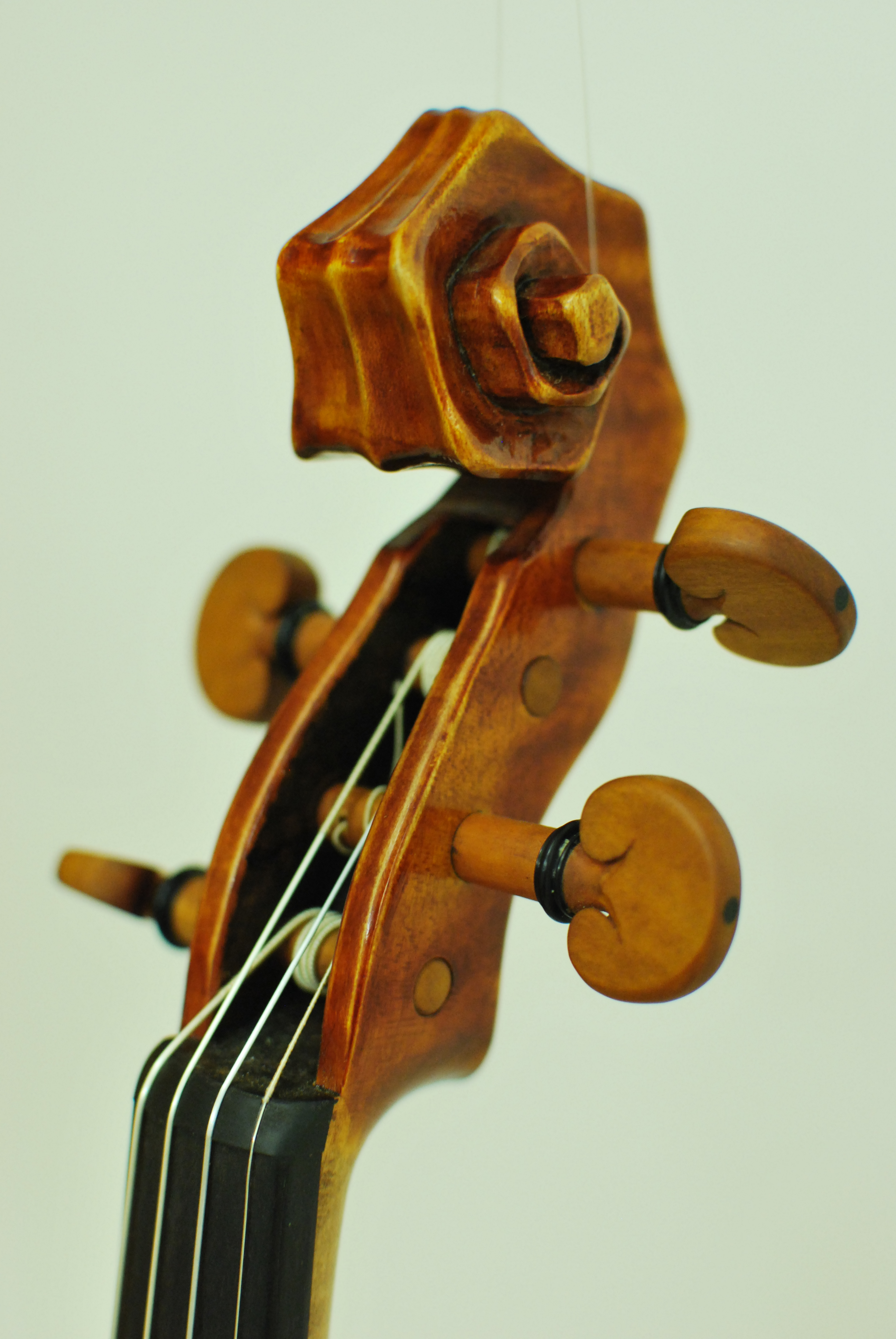
Detall de la voluta

## Gaudí i les arts escèniques
- En 2002 s'estrenà el musical Gaudí, el musical de Barcelona, en Barcelona Teatre Musical, amb música d'Albert Guinovart i figurines de María Araujo, amb motiu del 150è aniversari del naixement de l'arquitecte.[91] Els figurins es conserven al Fons María Araujo del Centre de Documentació i Museu de les Arts Escèniques.[92]
- El 2004 s'estrenà l'òpera Gaudí composta entre 1989 i1992 per Joan Guinjoan, al Gran Teatre del Liceu.

## Obres
A continuació s'enumeren les obres de Gaudí.

### Astorga
| Any       | Nom                       | Ubicació | Descripció                                                                                        | Estat    | Foto                       |
| --------- | ------------------------- | -------- | ------------------------------------------------------------------------------------------------- | -------- | -------------------------- |
| 1889-1893 | Palau Episcopal d'Astorga |          | Obra encarregada pel bisbe Grau, qui havia conegut Gaudí quan va estar a la diòcesi de Tarragona. | Correcte | Palau Espiscopal d'Astorga |

### Barcelona
| Any         | Nom                                    | Ubicació | Descripció | Estat                       | Foto                                                  |
| ----------- | -------------------------------------- | --- | --- | --------------------------- | ----------------------------------------------------- |
| 1879- 1881  | Decoració de la capella de Jesús-Maria | C/ Monges, 27 | Decoració de la capella de la Congregació de Religioses de Jesús-Maria, actual església de Sant Pacià. | Només es conserva el mosaic |                                                       |
| 1883- 1888  | Casa Vicens                            | C/ Carolines, 24 | Casa unifamiliar feta per Manuel Vicens i Montaner. | Correcte                    | Casa Vicens                                           |
| 1884- 1887  | Finca Güell                            | Av. Pedralbes, 15 (Pavellons) Av. Joan XXIII, 27-31 (porta est) C/ Martí i Franquès, 2-12 (porta sud) Av. Diagonal, 686 (font i umbracle, als jardins del palau de Pedralbes) | Eusebi Güell encarregà a Gaudí la realització de diverses obres a la finca que tenia entre les Corts i Sarrià. Les obres consistiren en la tanca amb tres portes (la dels pavellons Güell i les situades avui a la Facultat de Farmàcia i a la de Biologia de la UB), la porteria i les cavallerisses (pavellons), un mirador, una font (Font d'Hèrcules) i un umbracle (als jardins del palau de Pedralbes) i la capella de la casa residència (desapareguda). | Correcte                    | Finca Güell · Finca Güell · Finca Güell · Finca Güell |
| 1884-1926   | Sagrada Família                        | Pl. Sagrada Família | La Sagrada Família és una església ubicada al districte de l'Eixample de Barcelona. És un dels més coneguts exemples del modernisme català i està catalogada com a Patrimoni de la Humanitat. | Correcte. En construcció    | Sagrada Família                                       |
| 1885- 1889  | Palau Güell                            | C/ Nou de la Rambla | Casa unifamiliar encarregada per Eusebi Güell, mecenes de Gaudí. | Correcte                    | Palau Güell                                           |
| 1888 - 1890 | Col·legi de les Teresianes             | C/ Ganduxer, 85 | Gaudí rep l'encàrrec del pare Ossó, fundador de la companyia de Santa Teresa, de finalitzar un projecte ja iniciat. Es desconeix l'autor del projecte original. | Correcte                    | Col·legi de les Teresianes                            |
| 1900        | Casa Calvet                            | C/ Casp, 48 | Edifici realitzat per un fabricant tèxtil, i va servir tant per al negoci, al qual es van destinar la planta baixa i el soterrani, com per a habitatges, situats a les plantes superiors. | Correcte                    | Casa Calvet                                           |
| 1900-1909   | Porta i tanca de la finca Miralles     | Pg. de Manuel Girona, 55-57 | Mur i porta per a la finca d'Ermenegild Miralles. | Bo                          | Miralles                                              |
| 1900-1910   | Parc Güell                             | C/ Olot, s/n | Parc públic amb les construccions comunitàries d'un projecte d'urbanització de luxe frustrat per la Primera Guerra Mundial. | Correcte                    | Parc Güell                                            |
| 1900-1916   | Bellesguard                            | C/ Bellesguard, 16-20 | Casa unifamiliar construïda sobre les ruïnes d'un antic castell medieval on visqué el rei Martí l'Humà. | Correcte                    | Torre Bellesguard                                     |
| 1905-1907   | Casa Batlló                            | Pg. de Gràcia, 43 | Remodelació integral d'un edifici del 1877, encarregada per l'industrial tèxtil Josep Batlló. | Correcte                    | Casa Batlló                                           |
| 1906-1910   | Casa Milà                              | Pg. de Gràcia | Coneguda popularment com «la Pedrera», era una casa d'habitatges feta per al comerciant Pere Milà. Inspirada en el paisatge de la Capadòcia, actualment està catalogada com a Patrimoni de la Humanitat | Correcte                    | Casa Milà                                             |
| 1908-1909   | Escoles de la Sagrada Família          | Pl. Sagrada Família | Ubicades en una cantonada del solar que ocupa la Sagrada Família, es varen construir -de forma provisional- per atendre l'educació del fills dels treballadors. | Regular                     | Escoles de la Sagrada Família                         |
| 1909        | Sant Joan de Gràcia                    | C/ Santa Creu, 2 | Capella del Santíssim | Correcte                    | Capella del Santíssim de Sant Joan de Gràcia          |

### Comillas(Cantàbria)
| Any  | Nom                | Ubicació | Descripció | Estat       | Foto               |
| ---- | ------------------ | -------- | --- | ----------- | ------------------ |
| 1881 | Quiosc de Comillas |          | Quiosc per a la visita a la localitat càntabra de Comillas del rei Alfons XII, per encàrrec d'Antonio López y López, I marquès de Comillas. | Desaparegut | Quiosc de Comillas |
| 1883 | El Capricho        |          | Casa d'aire oriental encarregada per Máximo Díaz de Quijano, cunyat del marquès de Comillas.                                                | Correcte    | El Capricho        |

### La Pobla de Lillet
| Any       | Nom                 | Ubicació | Descripció                                                         | Estat    | Foto               |
| --------- | ------------------- | -------- | ------------------------------------------------------------------ | -------- | ------------------ |
| 1905-1906 | Jardins Artigas     |          | Jardins projectats per Joan Artigas i Alart.                       | Correcte | Jardins Artigas    |
| 1905      | Xalet del Catllaràs |          | Xalet edificat per albergar-hi els enginyers de la fàbrica Asland. | Correcte | Xalet de Catllaràs |

### Lleó
| Any       | Nom          | Ubicació           | Descripció | Estat    | Foto         |
| --------- | ------------ | ------------------ | --- | -------- | ------------ |
| 1891-1892 | Casa Botines | Pl. de San Marcelo | El nom original és «Casa Fernández-Andrés» i va ser encarregada per uns comerciants tèxtils de Lleó relacionats amb Eusebi Güell. | Correcte | Casa Botines |

### Mataró
| Any        | Nom                           | Ubicació                                          | Descripció | Estat                 | Foto   |
| ---------- | ----------------------------- | ------------------------------------------------- | --- | --------------------- | ------ |
| 1878- 1883 | Cooperativa Obrera Mataronesa | Carrer de la Cooperativa amb carrer Thos i Codina | Dues cases per a treballadors, una sala de blanqueig industrial, uns sanitaris i l'estendard. Actualment, sala d'exposicions. | Bo. Restaurat al 2008 | Mataró |

### Monistrol de Montserrat
| Any        | Nom                                                          | Ubicació                            | Descripció                                                                                  | Estat | Foto                            |
| ---------- | ------------------------------------------------------------ | ----------------------------------- | ------------------------------------------------------------------------------------------- | ----- | ------------------------------- |
| 1903- 1916 | Primer Misteri de Glòria del Rosari Monumental de Montserrat | Camí de la Santa Cova de Montserrat | Grup escultòric de la Resurrecció de Crist, amb escultura de Josep Llimona i Dionís Renart. | Bo    | Rosari Monumental de Montserrat |

### Palma
| Any        | Nom                                    | Ubicació             | Descripció | Estat | Foto                                |
| ---------- | -------------------------------------- | -------------------- | --- | ----- | ----------------------------------- |
| 1903- 1914 | Restauració de la Catedral de Mallorca | Plaça de la Seu, s/n | Restauració de la catedral: desmuntar el retaule barroc de l'altar major, deixant a la vista la càtedra episcopal, desplaçar el cor del centre de la nau i situar-lo al presbiteri, deixar expedita la capella de la Trinitat, col·locar noves cantories i púlpits, decorar la catedral amb il·luminació elèctrica, obrir els finestrals gòtics de la capella Reial i dotar-los de vitralls, situar un gran baldaquí sobre l'altar major i completar la decoració amb pintures i mosaics. | Bo    | Interior de la Catedral de Mallorca |

### Santa Coloma de Cervelló
| Any        | Nom                        | Ubicació                              | Descripció                                                               | Estat | Foto                       |
| ---------- | -------------------------- | ------------------------------------- | ------------------------------------------------------------------------ | ----- | -------------------------- |
| 1908- 1914 | Cripta de la Colònia Güell | Colònia Güell, Carrer de Reixach, s/n | Les parts executades del projecte del 1898 són la cripta i l'escalinata. | Bo    | Cripta de la Colònia Güell |

### Sitges
| Any       | Nom                     | Ubicació      | Descripció                                                    | Estat | Foto         |
| --------- | ----------------------- | ------------- | ------------------------------------------------------------- | ----- | ------------ |
| 1895-1901 | Celler Güell del Garraf | C-246 km 24,5 | Celler i annexos, que actualment formen part d'un restaurant. | Bo    | Celler Güell |

### Tarragona
| Any        | Nom                                    | Ubicació             | Descripció | Estat                     | Foto |
| ---------- | -------------------------------------- | -------------------- | --- | ------------------------- | ---- |
| 1880- 1882 | Decoració de la capella de Jesús-Maria | C/ Méndez Núñez, 148 | Decoració de la capella de la Congregació de Religioses de Jesús-Maria, on va realitzar l'altar, l'ostensori i el cadirat del cor. | Només es conserva l'altar |      |

### Vic
| Any  | Nom           | Ubicació    | Descripció                                                          | Estat               | Foto          |
| ---- | ------------- | ----------- | ------------------------------------------------------------------- | ------------------- | ------------- |
| 1910 | Fanals de Vic | Plaça Major | Fanals commemoratius del I Centenari del naixement de Jaume Balmes. | Enderrocats el 1924 | Fanals de Vic |